# École vénitienne (peinture)

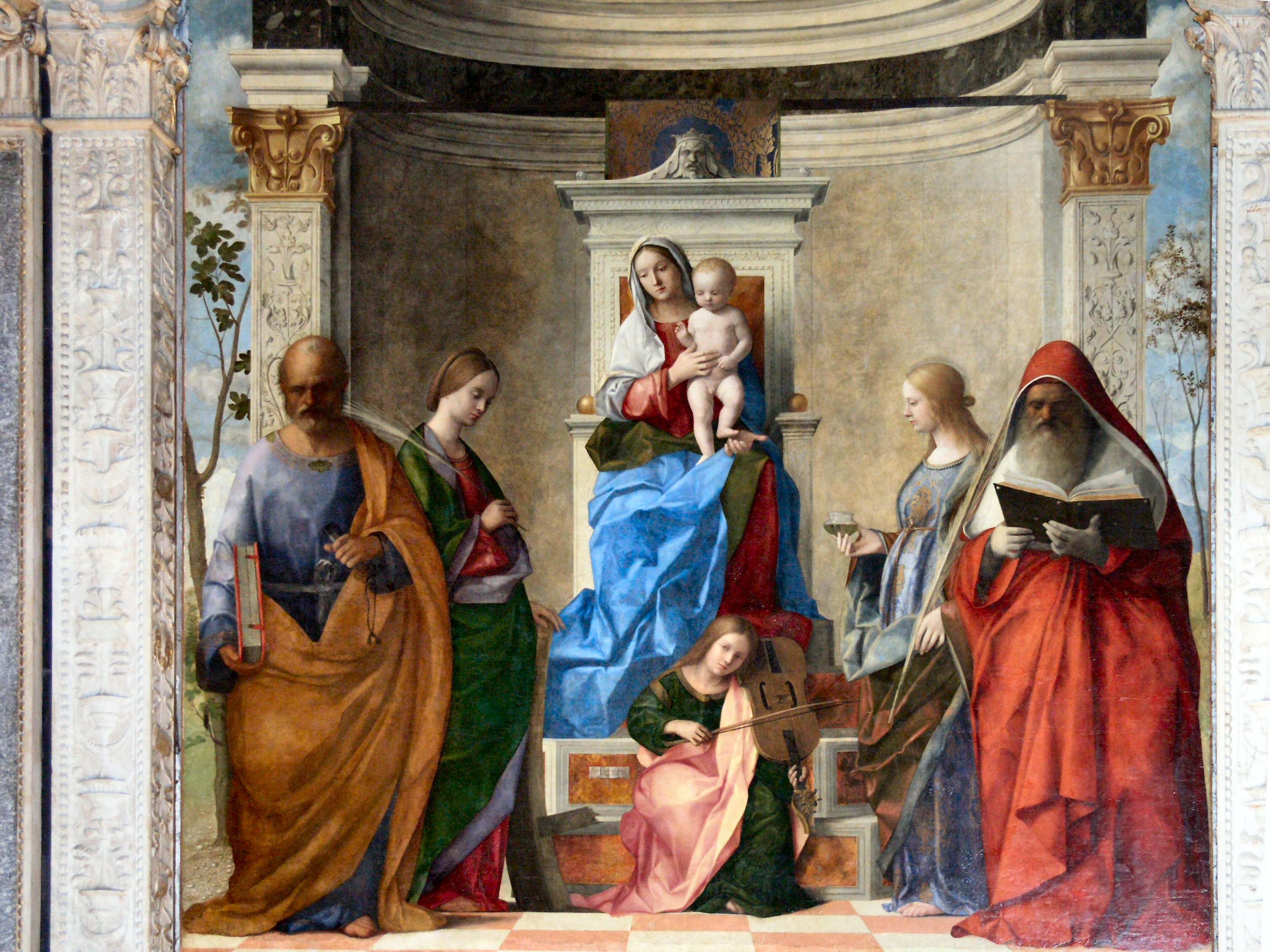
Giovanni Bellini : Retable de San Zaccaria dans le contexte de son autel d'origine.La Vierge et l'Enfant avec quatre saints. Conversation sacrée. 1505. À l'origine huile sur panneau de bois, actuellement huile transposée sur toile,. Venise

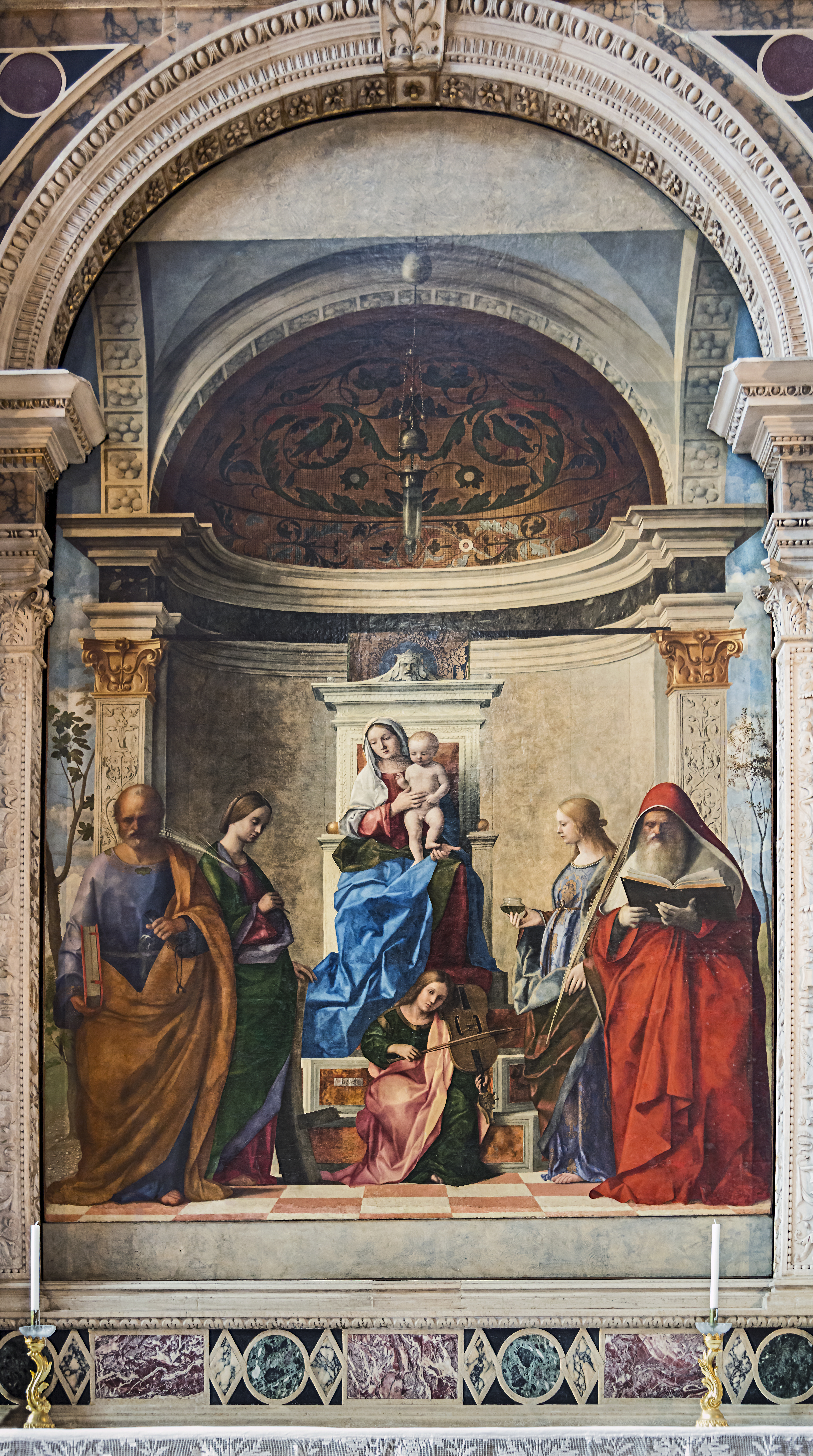
Ensemble. L'architecture réelle, qui sert de cadre, s'ouvre comme une fenêtre et se prolonge sur la scène peinte.

Pour les articles homonymes, voir École vénitienne.
L'école vénitienne de peinture s'est développée essentiellement à Venise même, dans ce lieu indispensable aux échanges entre le Nord et le Sud, l'Europe du Nord et les pays baignés par la Méditerranée, l'Orient et l'Occident (et tout d'abord la plaine du Pô), durant une longue période qui va du XIVe au XVIIIe siècle, période de rayonnement de l'École vénitienne. Elle a rassemblé des peintres provenant des environs, ceux des territoires de la République, sur la terre ferme, et d'anciennes familles vénitiennes. Leurs peintures, devenues célèbres à Venise, ont été commercialisées dans toute l'Europe.
La « naissance » de la peinture vénitienne se situe au XIVe siècle, lors de la rupture toute relative à Venise avec l'art byzantin par l'intégration de thèmes gothiques comme le couronnement de la Vierge.
Au XVe siècle de grands ateliers de peintres vénitiens effectuent la transition qui va du style gothique international jusqu'aux applications, en peinture, des recherches de la première Renaissance. Le gothique international était aimable, décoré. L'or et les couleurs, riches de sens symbolique. Le tableau participant pleinement de la culture médiévale d'une Europe catholique. Les formes nouvelles de la première Renaissance ne font plus étalage de grandes étendues d'or (elles se réduisent bientôt au point de disparaitre du tableau). Vers la fin du siècle, le peintre abandonne progressivement la peinture à l'eau (tempera) pour la peinture à l'huile. La précision s'accorde avec la maîtrise du dessin : l'objet observé, détaillé, s'inscrit, à la bonne échelle, au sein du tracé en perspective de l'espace. La peinture qui fourmille de détails, se réfère souvent à l'art antique et fait l'objet de discussions savantes dans des cercles de plus en plus restreints, humanistes érudits, surtout autour de 1500. Après une grande vogue de tableaux destinés à la dévotion privée, les nouveaux commanditaires, confréries (scuole vénitiennes), patriciens cultivés, cours princières exigent des peintres cultivés eux aussi.
Cette période culmine au XVIe siècle avec des peintres qui poursuivent l'élaboration du tableau, et la réflexion, au cours de la réalisation : le dessin préparatoire sur papier devient secondaire et parfois disparait. Les jeux de la peinture se superposent à même le tableau et le composent peu à peu : Giorgione (1477 - 1510) avec une peinture fondue, Titien (1488 - 1576), Le Tintoret (1518 - 1594) et Véronèse (1528 - 1588) avec des effets de pinceau nettement plus marqués. Tous célèbrent le corps humain dans tous ses états, en particulier d'innombrables portraits souvent chargés d’humanité. Chacun de ces peintres tient à rivaliser avec ses contemporains, recherche la prouesse. La multitude des effets qu'offre la peinture à l’huile qu'ils déploient renforce le prestige de l'artiste dans la société vénitienne et européenne d'alors. Le statut, envié, de peintre officiel de la République se mesure aux commandes princières, royales et impériales de toute l'Europe.
Ensuite, le XVIIIe siècle constitue une seconde période florissante pour l'art vénitien, après un très grand effacement au cours du XVIIe siècle. La plus grande artiste femme à Venise, Rosalba Carriera (1675 - 1757) est aussi la pastelliste dont le savoir-faire, diffusé dans toute l'Europe lance la mode du pastel, pour un portrait qui peut, dès lors, être saisi avec plus de naturel. Giambattista Tiepolo est recherché pour la vivacité de son pinceau et ses ciels splendides. Venise devient le lieu incontournable des premiers touristes. Les paysagistes vénitiens créent pour ces clients la « vue » prise sur les sites célèbres, à leur contact. Ainsi prend naissance le védutisme. La « vue » se nomme en italien veduta (pluriel vedute) : Canaletto, Guardi s'en font une spécialité. Certaines peintures de Canaletto sont réalisés avec l'aide de la chambre noire, ancêtre de l'appareil photographique. En 1789, Guardi, devant un gigantesque incendie de tout un quartier de Venise, peint l'évènement comme un document. C'est une nouvelle conception de l'image, saisie au contact direct avec le réel. En 1797 la république de Venise passe sous la souveraineté autrichienne. L'école vénitienne de peinture a cessé d'exister.

## Histoire

### LeXIVesiècle: La naissance de la peinture vénitienne
La continuelle présence, au cœur de Venise, des mosaïques de la basilique Saint-Marc, qui relevaient de la tradition picturale byzantine (au XIVe siècle), exposaient devant les yeux des peintres les effets colorés des tesselles à fond d'or et leurs a-plats de couleurs vives qui chatoyaient dans les volumes de la basilique et avec la lumière changeante. Ce fut certainement, de tout temps à Venise, une forte stimulation pour les peintres à travailler les couleurs et la peinture : comment transposer ces effets en peinture ?
Au début du XIVe siècle, les peintres vénitiens s'ouvrent de plus en plus à la peinture du continent, et en particulier au mouvement gothique venant du Nord de l'Europe. Paolo Veneziano est le tout premier peintre vénitien dont nous connaissons le nom en tant qu'artiste. Il fut le premier à élaborer un langage pictural personnel, en équilibre entre l'art byzantin et les nouveaux thèmes de la peinture gothique comme, ici, le couronnement de la Vierge. Les parties du corps représentées sont peintes suivant la tradition byzantine de l'époque : après une préparation en blanc (byzantin : leukos), sur un fond sombre (brun-vert , byzantin : sankir) les couleurs apposées sont de plus en plus claires, pour finir par le blanc. La précision du travail relève d'un savoir-faire de miniaturiste produisant un effet de tapisserie. Les motifs floraux des vêtements du Christ et de la Vierge reproduisent des tissus de soie brodée inspirés de broderies chinoises ou de céramiques chinoises : un commerce par la route de la soie qui a repris son essor avec la dynastie Yuan, encore au pouvoir à cette époque en Chine, et qui aboutissait précisément à Venise. Par ailleurs les motifs en forme de vagues de tissus, entre le Christ et la Vierge, semblent être des motifs d'une calligraphie arabe de fantaisie, comme cela s'est pratiqué en Italie pendant plusieurs siècles avant et au cours de la Renaissance.

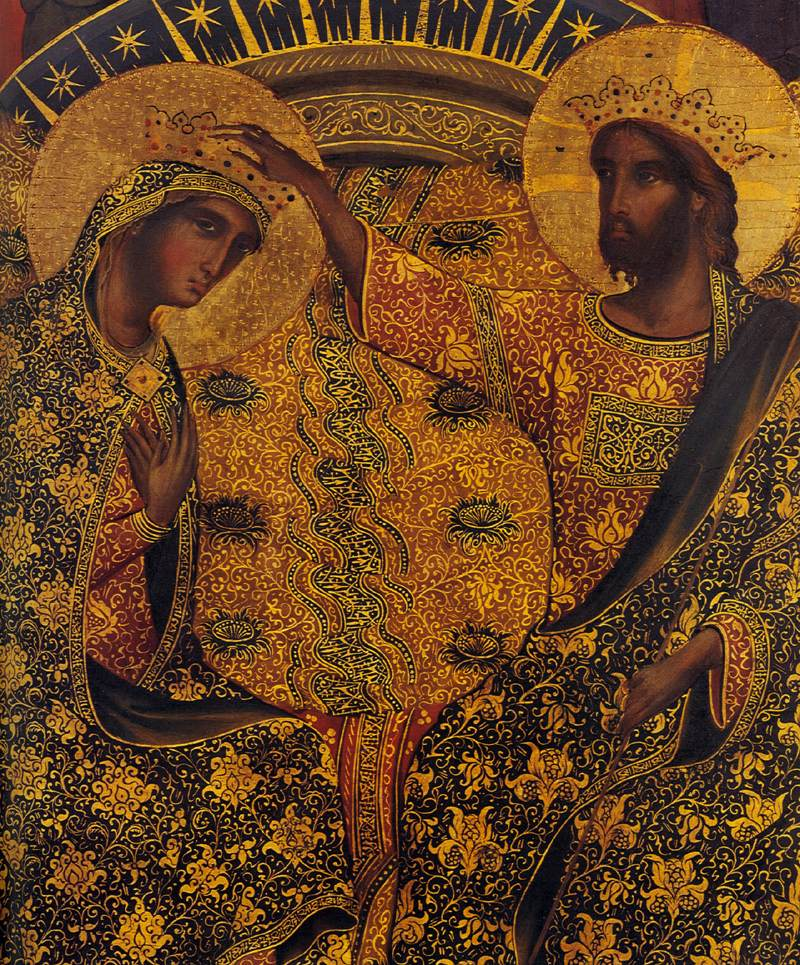
Polyptyque du couronnement de la Vierge. Détail. Tempera et or sur panneau, vers 1350. Gallerie dell'Accademia de Venise

### LeXVesiècle

#### Bartolomeo et Antonio Vivarini, Jacopo Bellini

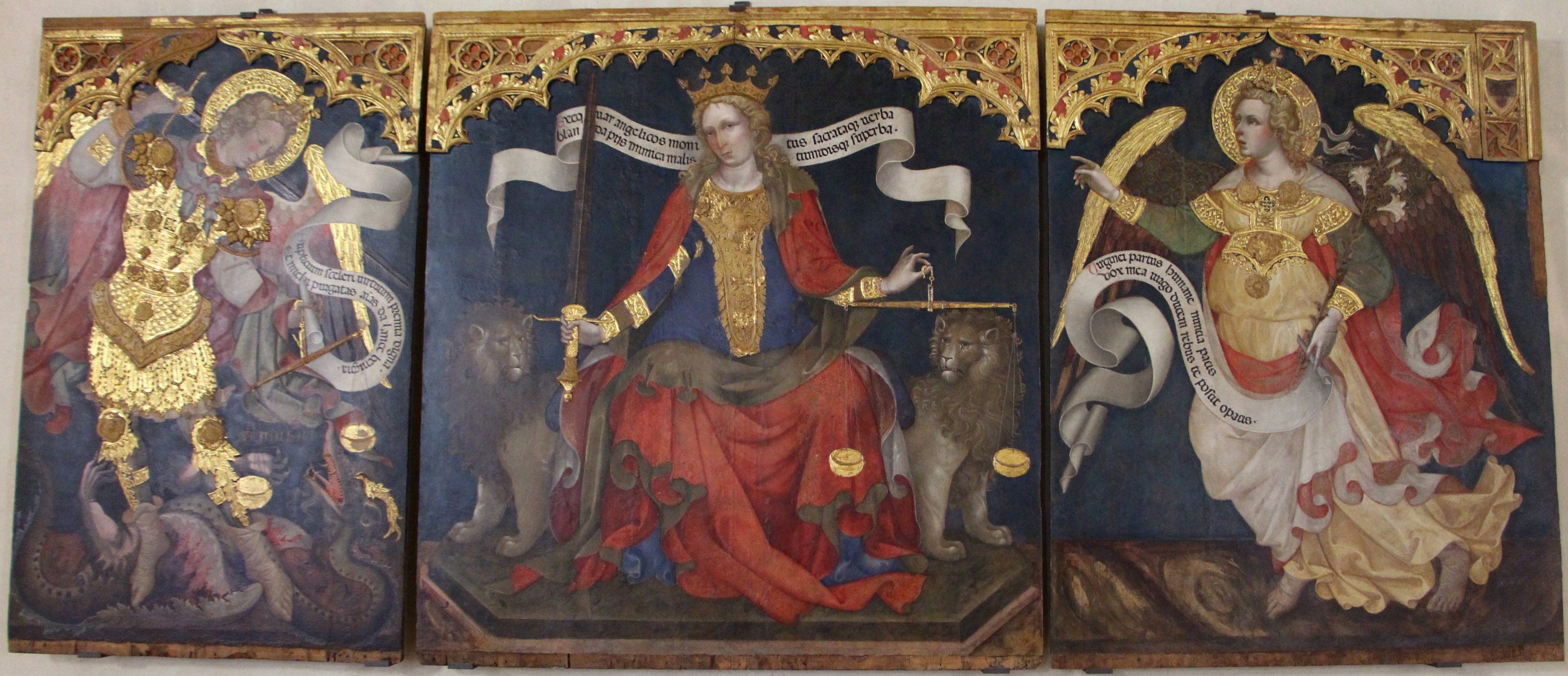
Jacobello del Fiore, Venise 1421. La Justice entre saint Michel et l'archange Gabriel[N 3]. Triptyque : tempera et or sur bois, H. 208 cm. Gallerie dell'Accademia de Venise.
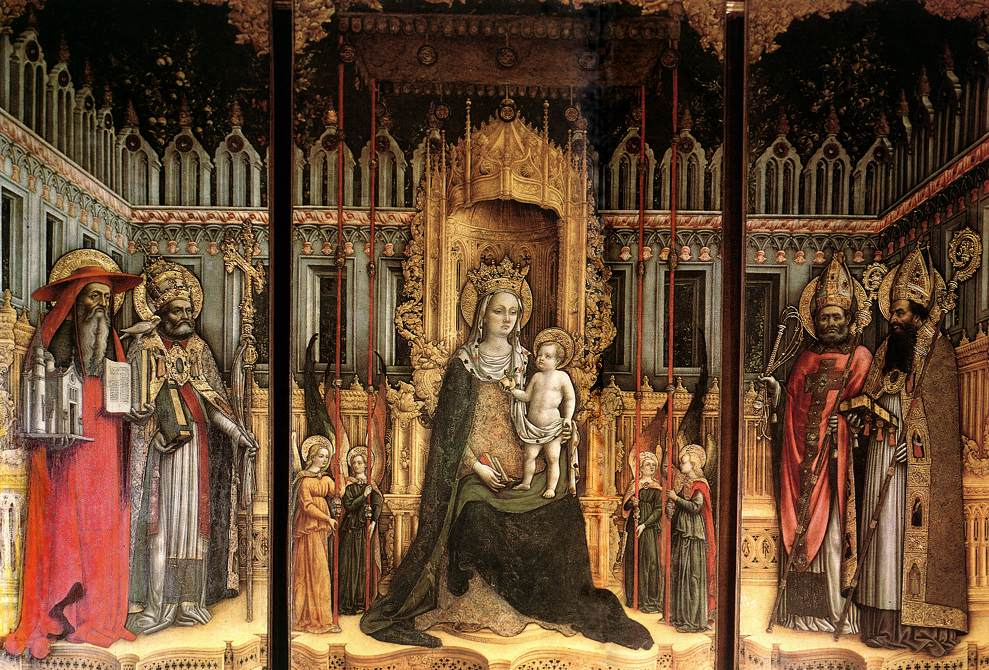
Antonio Vivarini et Giovanni d'Alemagna, 1446. Vierge trônant entre s. Jérôme, s. Grégoire, s. Ambroise et s. Augustin. Tempera sur toile. Partie centrale : 340 × 200 cm, Gallerie dell'Accademia.
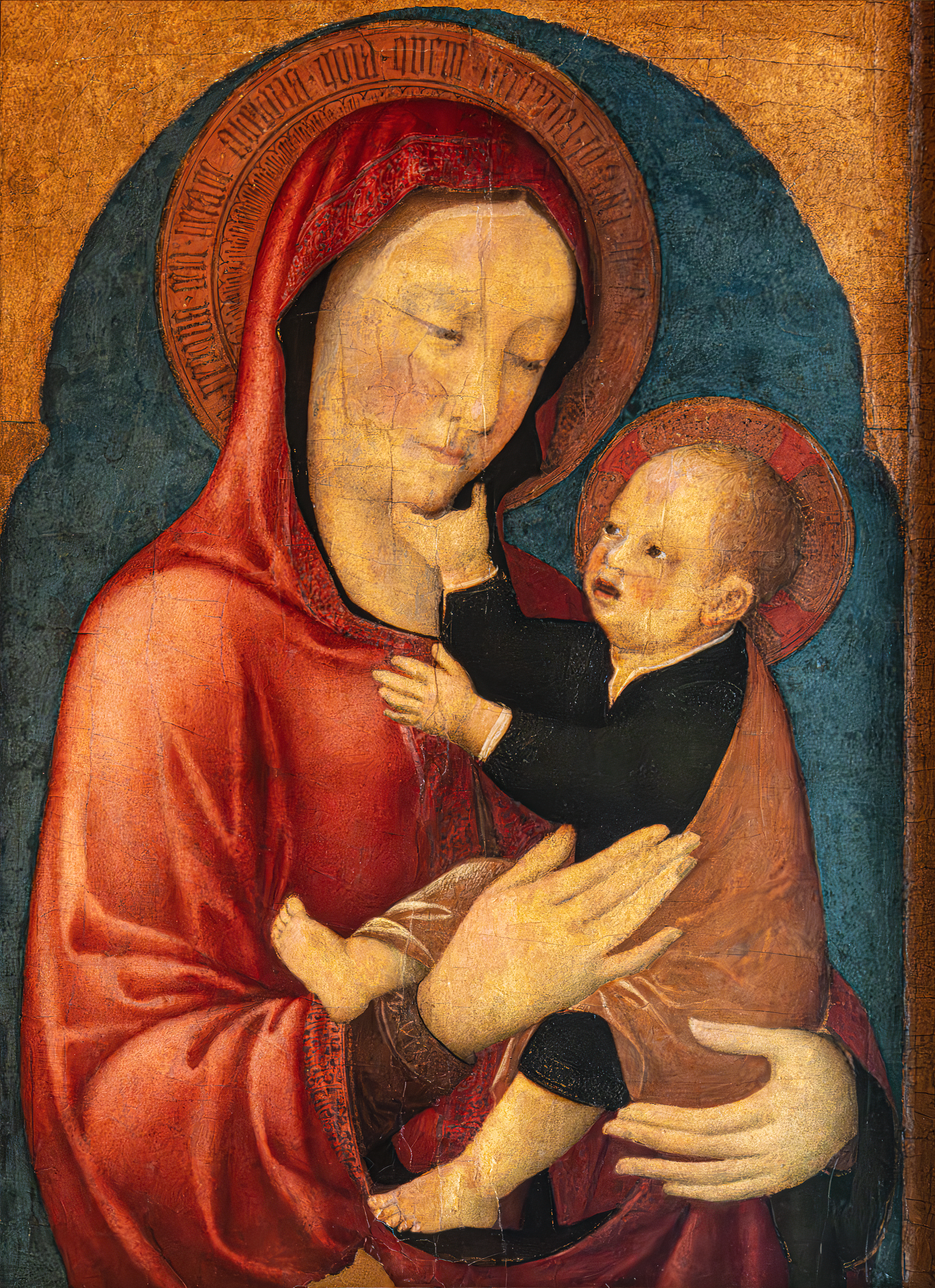
Jacopo Bellini, v. 1450. Vierge à l'Enfant. Tempera sur bois. H. 71 L. 52 cm. Gallerie dell'Accademia[4].
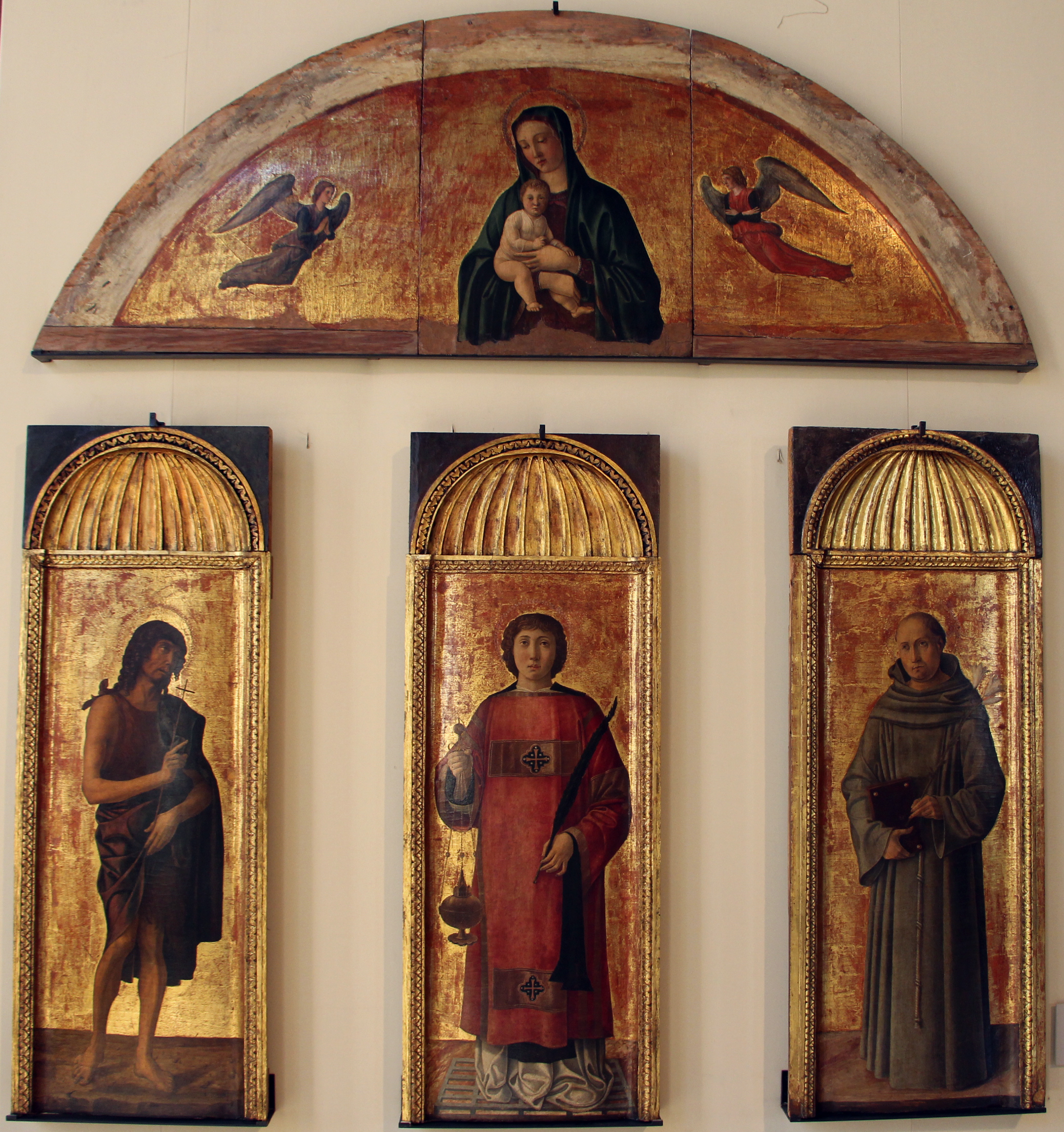
Jacopo, Gentile et Giovanni Bellini, v 1464-70. Polyptyque de San Lorenzo, Santa Maria della Carità.
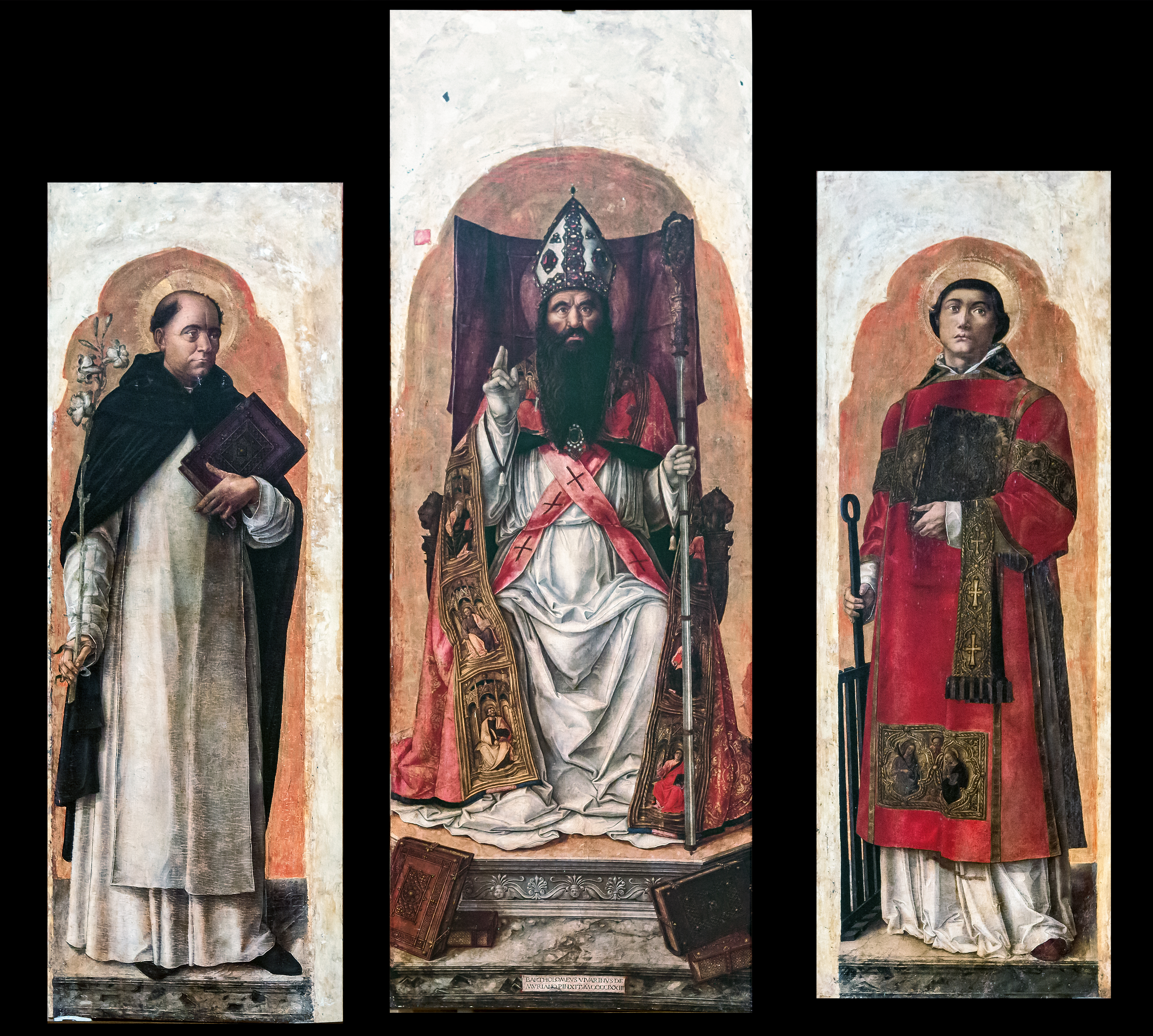
Bartolomeo Vivarini. Polyptyque : saint Dominique, saint Augustin et saint Laurent, 1473. Tempera sur panneau. Basilique San Zanipolo.

Le début du Quattrocento est marqué à Venise par l'œuvre de Jacobello del Fiore dès 1400 et le passage de Gentile da Fabriano vers 1410. Le style de ces peintres relève du gothique international : multiplication des zones de couleurs différenciées, accentuées par des ornements distincts, et encadrements sculptés qui renforcent les différentes parties des polyptyques. Opulence des brocarts et des décors somptueux, poses gracieuses et répétitives : « l'image est brillante, paradisiaque, par son luxe elle plonge le fidèle dans l'admiration et, donc, dans la dévotion. Les prestiges de la peinture sont utilisés à plein pour séduire les yeux et, à travers eux, l'esprit et l'âme du spectateur ». Bartolomeo Vivarini, en peignant à la basilique San Zanipolo, un polyptyque dédié à saint Augustin (1473) encore profondément gothique, montre un certain « expressionnisme » pictural : espace sans profondeur, économie de couleurs réduites à des contrastes francs (noir-blanc-rouge), très peu d'ornements. Carlo Crivelli, après avoir fait sa formation dans l'atelier d'Antonio Vivarini et Giovanni d'Alemagna, poursuivra sa carrière dans les Marches avec une peinture précisément intégrée à l'architecture du gothique flamboyant, international et à son décor.
Mais en 1446, à Venise, cette fragmentation décorative de l'espace n'est plus à l'ordre du jour, bien au contraire. Pour Antonio Vivarini et Giovanni d'Alemagna, dans le triptyque de l'Accademia, l'espace est unifié sur les trois panneaux. Sur ce point le tableau crée une innovation dans la peinture de polyptyques à Venise. Le tableau ne suit que partiellement le petit traité sur la peinture de Leon Battista Alberti, pourtant publié en 1435, et qui codifiait certains des principes fondamentaux que ses amis florentins avaient exploités pendant le premier quart du XVe siècle : le point de fuite est situé sur l'axe vertical médian du tableau, celui de la Vierge et l'Enfant. Le message que transmet ce point de fuite est clair : la Vierge et l'Enfant attendent notre venue, le regard vers ce point de fuite n'est qu'un vecteur. Ce triptyque de l'Accademia est aussi l'une des plus anciennes peintures vénitienne sur toile qui nous soient parvenues : à Venise les fresques ne se conservaient pas en raison de l'humidité des murs et des conditions climatiques. La toile pouvait, comme dans l'Europe du Nord, permettre de conserver la peinture en la maintenant détachée du mur. Un grand nombre de fresques durent ainsi être remplacées par des peintures sur toile, les peintures sur panneaux se limitant à des formats plus modestes. Ce support, la toile, au grain soigneusement recouvert d'enduits blanc, poncés à l'époque d'Antonio Vivarini, allait donner la liberté aux peintres vénitiens, dès Carpaccio, vers 1480, d'introduire des effets de peinture bien plus nombreux dans l'épaisseur de la couche picturale en jouant sur le grain de la toile, épaisse, au tissage bien visible. Celle-ci étant préparée en sombre au XVIe siècle.

#### Gentile et Giovanni Bellini, Giovanni Battista Cima da Conegliano

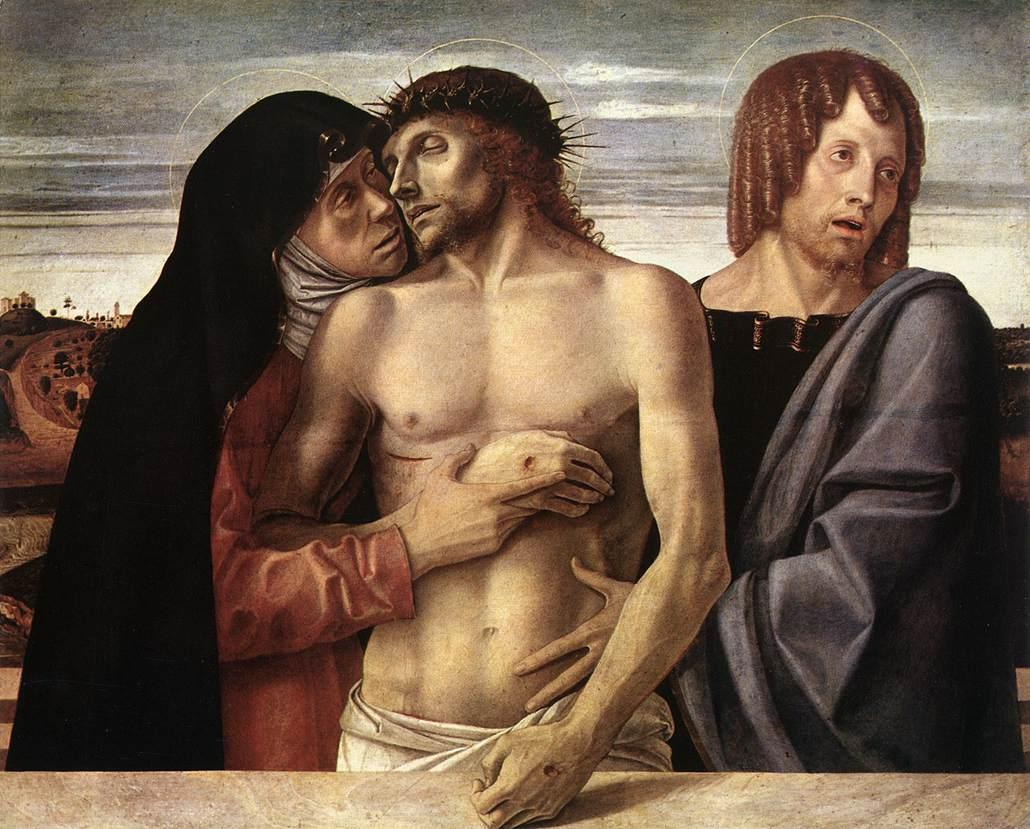
Giovanni Bellini, v. 1467. Pietà. Tempera sur bois, 86 × 107 cm, Pinacothèque de Brera.
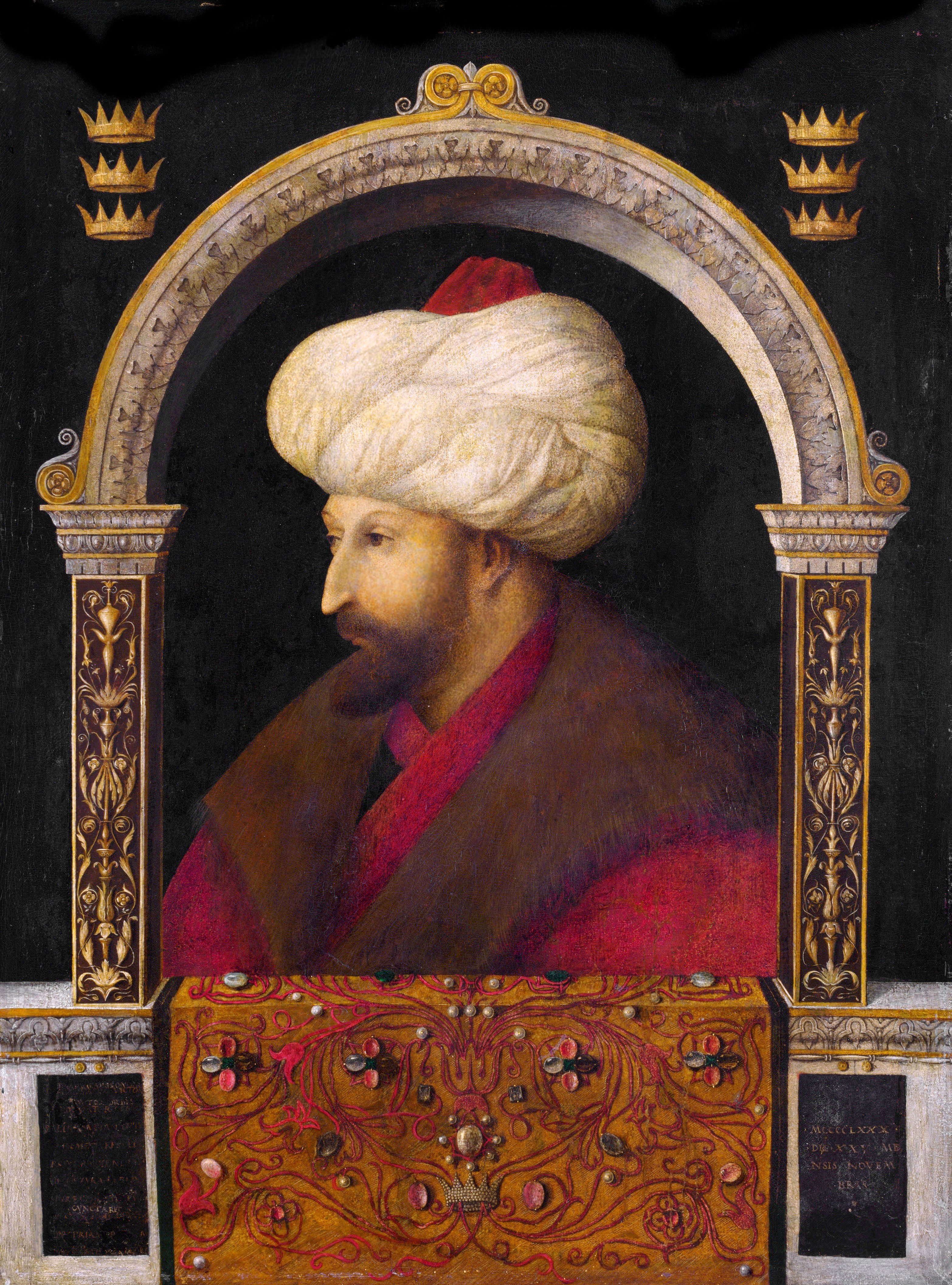
Gentile Bellini. Portrait du sultan ottoman Mehmed II le Conquérant. 1480. Huile sur toile, 70 × 52 cm, National Gallery.
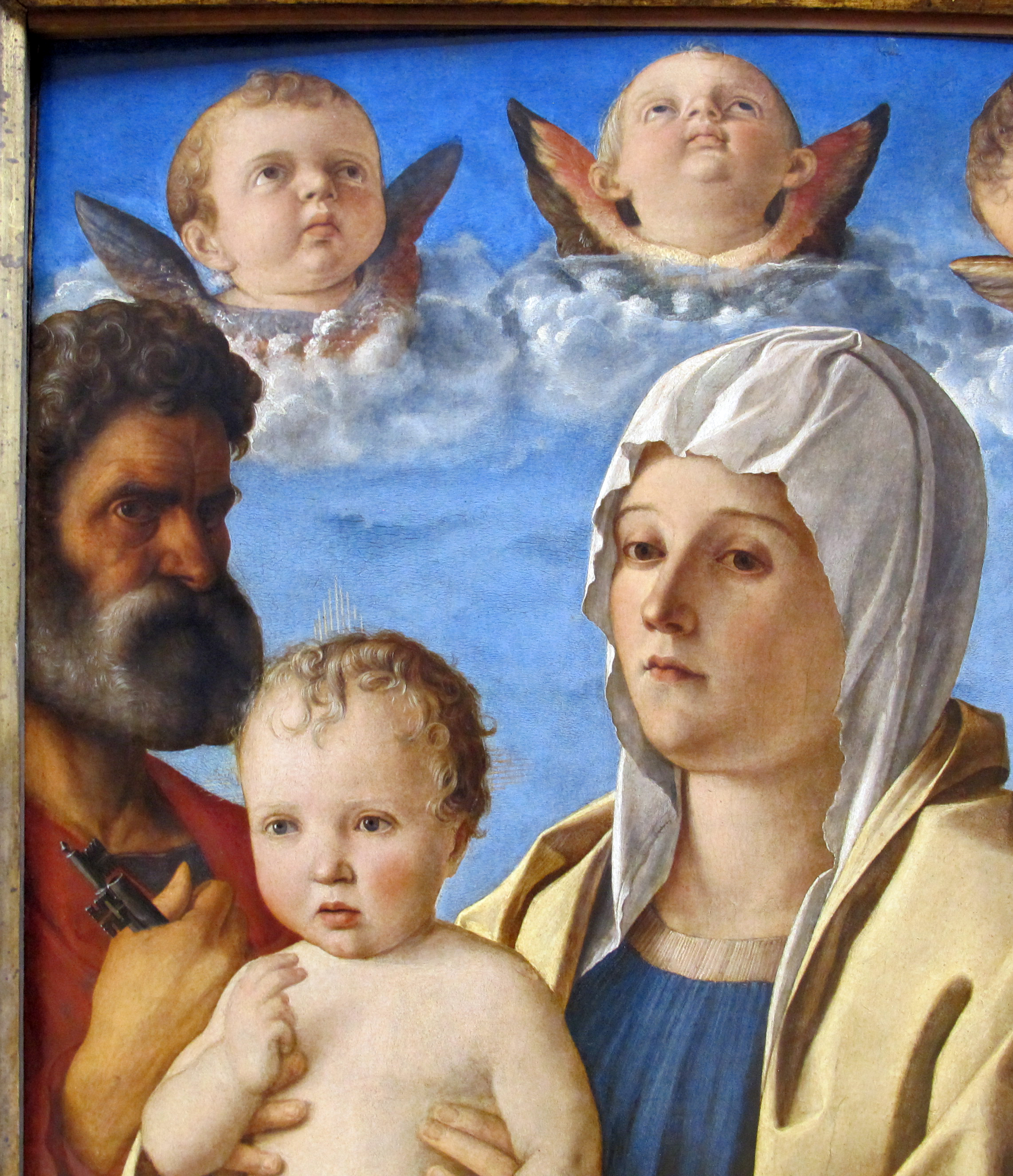
Giovanni Bellini, 1487. Vierge à l'Enfant entre saint Pierre et saint Sébastien. Huile/bois, détail, L. 60 cm env. Louvre
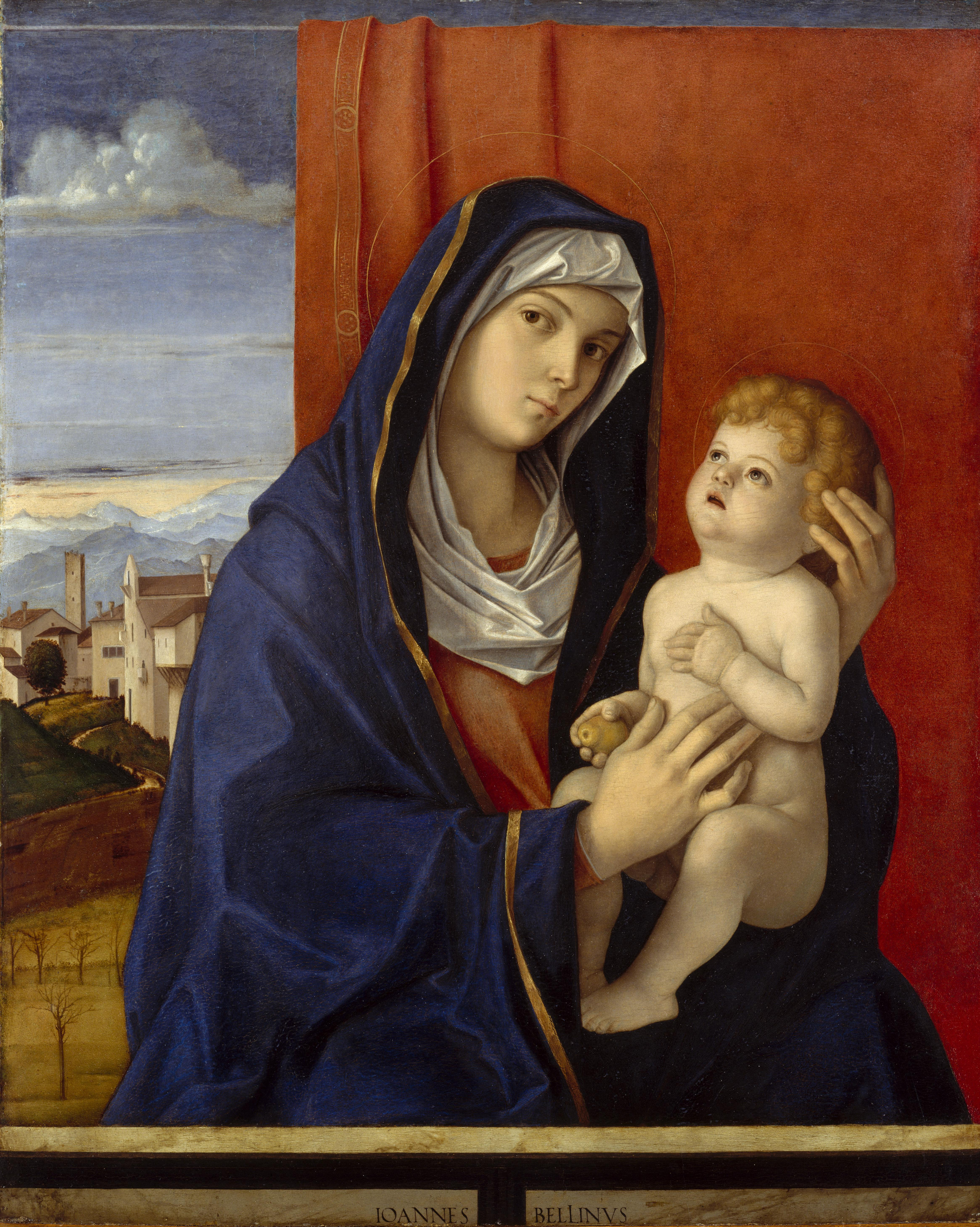
Giovanni Bellini, 1485-1490. Vierge à l'Enfant. Huile sur panneau, 89 × 71 cm, Metropolitan Museum of Art.
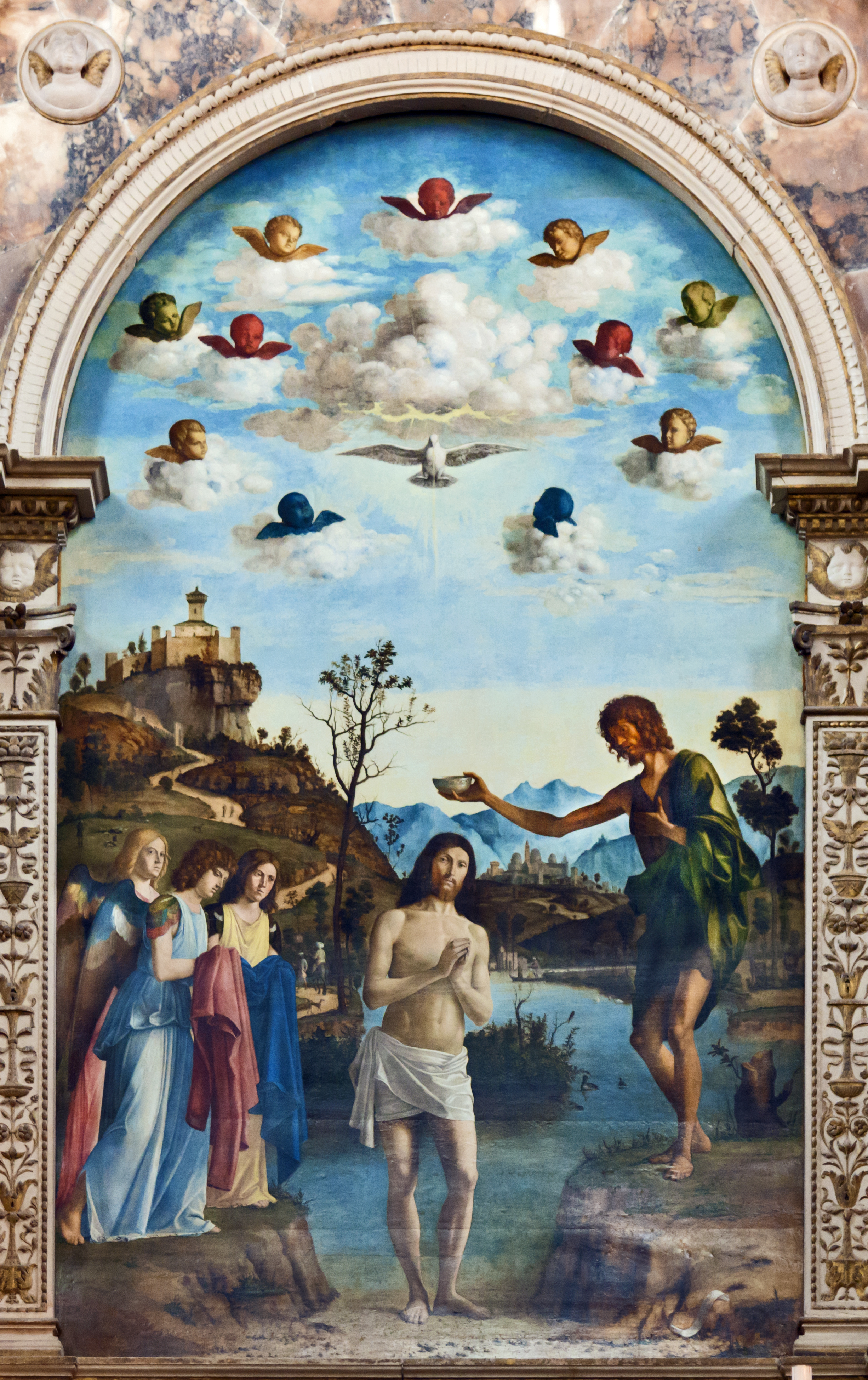
Cima da Conegliano. Le Baptême du Christ, 1493-94. Huile sur panneau, 350 × 210 cm. San Giovanni in Bragora.
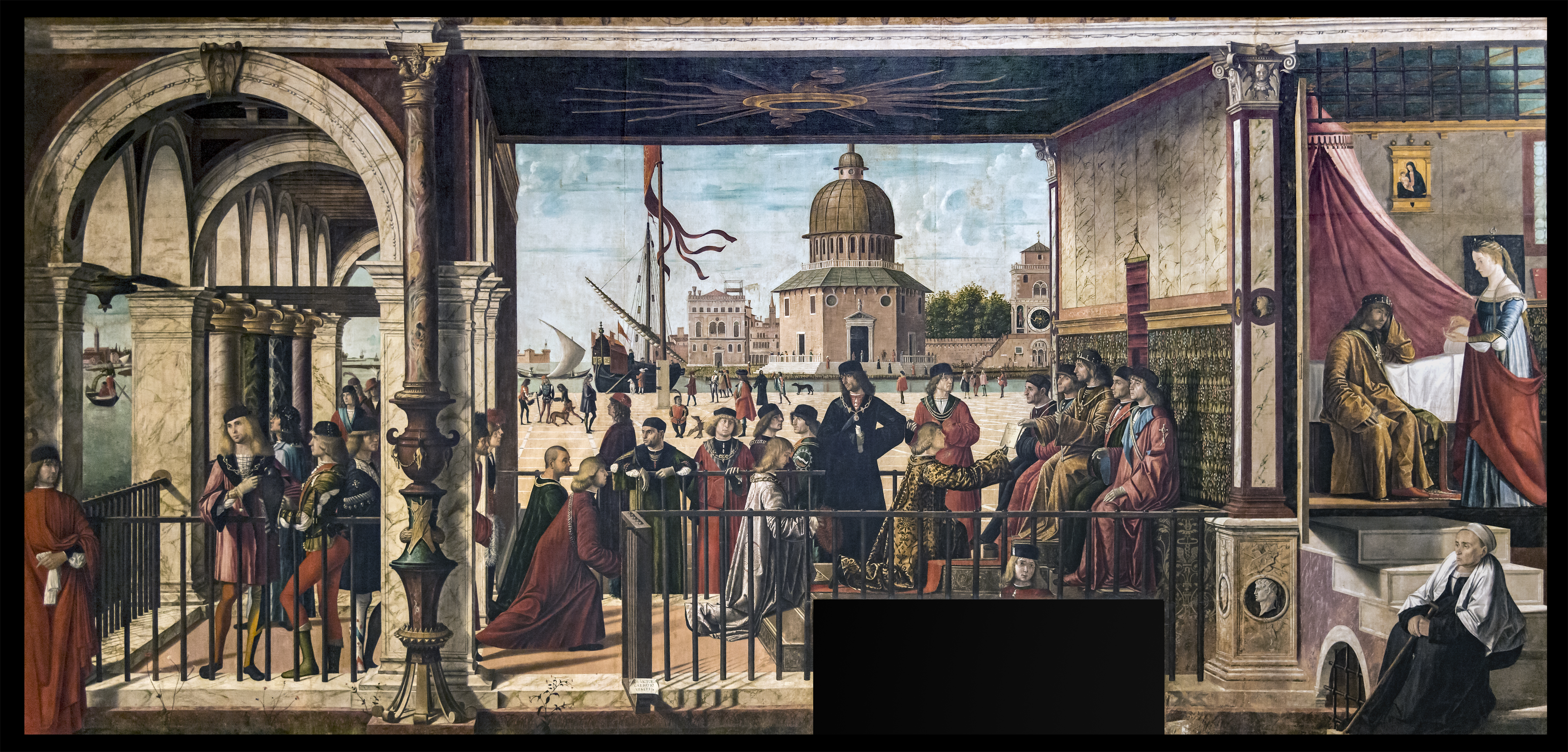
Vittore Carpaccio, 1495-1500.L'Arrivée des ambassadeurs anglais chez le roi de Bretagne, Vie de sainte Ursule. Huile sur toile 2,75 × 5,89 m, Accademia.

Giovanni Bellini, L'Extase de saint François ou Saint François au désert. Vers 1480. Tempera et huile sur peuplier,. The Frick Collection.

Au cours de cette première Renaissance on constate de nombreux échanges entre les idées qui circulent en Europe et les ateliers vénitiens. Ainsi, dans un courant de pensée qui sera aussi celui de Léonard de Vinci plus tard dans le siècle, Iacopo Bellini, grand dessinateur vers 1440, introduit le goût du détail étudié sur le vif et remplace la prolifération décorative par une multitude de détails observés : portraits, animaux et objets familiers, toute la nature est étudiée avec la plus grande précision au cours de cette période. On en retrouve trace dans les détails de l'Extase de saint François de : Giovanni Bellini, vers 1480. La peinture à l'huile, d'origine flamande et son naturalisme, était connue et admirée en Italie. Or, en 1475-76, Antonello de Messine, avait fait un séjour à Venise où le fondu de sa peinture à l'huile et l'espace clair qu'il introduisait dans la peinture de dévotion avaient été particulièrement remarqués. Giovanni Bellini va s'emparer de cette matière picturale vers 1480 pour en développer tous les effets de fondu et de transparence dans la représentation des effets atmosphériques et d'harmonie colorée propre à un moment du jour, comme on le perçoit plus qu'ailleurs dans la lumière de Venise et de sa lagune. Cette attention à l'harmonie, dans les tableaux religieux comme dans la nature, se fait l'écho de réflexions qui se développent à l'université de Padoue avec l'association de la Vierge Marie à la générosité de la Nature. Dès ses premières grandes peintures à l'huile (comme dans L'Extase de saint François), Giovanni Bellini introduit une nouvelle luminosité atmosphérique dans le paysage naturel par des glacis à l'huile sur la tempera. Ces glacis très transparents facilitent ainsi l'accord général des couleurs en fonction de l'unité de lumière, et dans l'Extase de saint François, la lumière de l'aube.
À cette époque, les territoires qui jouxtent ou qui sont intégrés progressivement à la république de Venise, offrent à tous les peintres l'occasion de contacts culturels, comme avec les humanistes de la cour de Ferrare. Leurs recherches sur la perspective géométrique, celles de Leon Battista Alberti en particulier, vont atteindre ainsi Jacopo Bellini, qui se passionne pour les dessins d'architecture en perspective, et le transmettre à son atelier, surtout à son fils Giovanni. Le gendre de Jacopo Bellini, Andrea Mantegna, lui aussi passionné de géométrie perspective, artiste padouan et non vénitien, mais donc très proche des Bellini, trouva dans les sculptures du florentin Donatello à Padoue (en particulier le monument équestre à Gattamelata) le goût tout à fait « Renaissance » des monuments antiques, leur décor, et comparer ce que l'artiste pouvait observer sur le modèle vivant, au naturel, et sur le modèle antique, idéalisé. Le retable de San Zeno à Vérone, de 1559, en est la forme la plus explicite. Mantegna y démontre qu'il assimile le monde antique contemporain de la vie du Christ et sa représentation en perspective pour le spectateur moderne. C'est ce qu'il fait dans ses dessins, ses peintures et leurs encadrements en relief, mais aussi en réalisant les toutes premières gravures en taille-douce de grande taille, d'un travail méticuleux et qui, tirées en grand nombre, circulèrent jusqu'au-delà des Alpes, dans les mains de Dürer. L'architecture représentée en relief dans l'encadrement du polyptyque de Vérone se prolonge par sa représentation en perspective à l'intérieur de la peinture. On retrouve ce passage entre l'espace du spectateur et l'espace de la représentation sacrée, comme une fenêtre ouverte, dans le retable installé à San Zaccaria en 1505 par Giovanni Bellini. Celui-ci avait su faire la synthèse de tous ces mouvements dans la culture et dans la pratique des peintres du XVe siècle. Il était, alors, le peintre le plus admiré de Venise.

#### Carpaccio

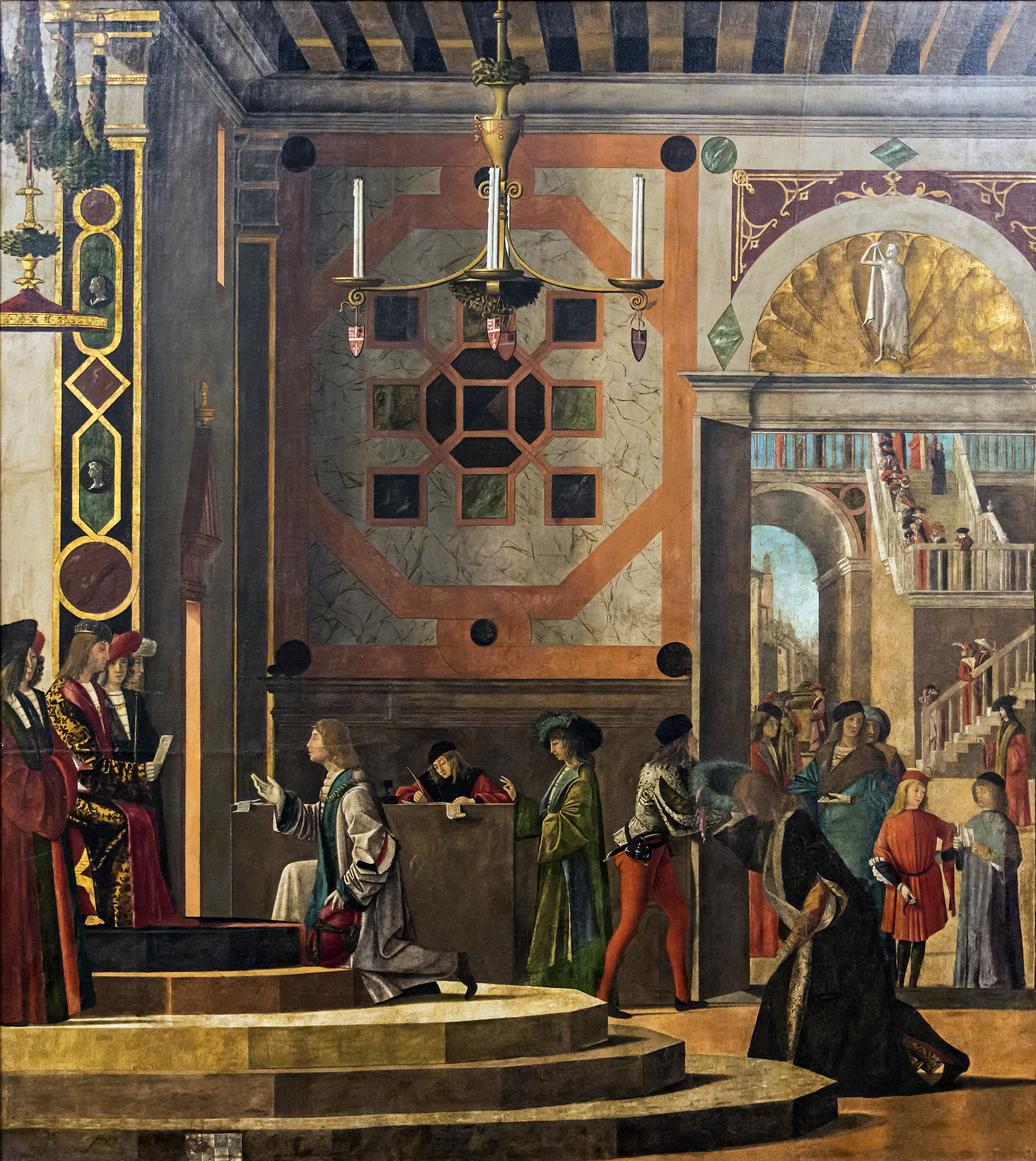
Départ des ambassadeurs anglais. v. 1495 Huile / toile, H. 280 L. 253 cm. (Scuola di Sant'Orsola). Academie.

Très tôt, avant 1502, Vittore Carpaccio (v. 1460-1526) avait fixé son style et défini son univers poétique. Sa peinture, très différente de celle de ses contemporains, s'est tenue à l'écart des grands courants de la révolution picturale à Venise.
Influencé par la peinture flamande, il est l'un des premiers à utiliser l'omniprésence de l'architecture, des décors intérieurs vénitiens et des paysages urbains utopiques préfigurant un genre, les vedute (paysages urbains à Venise même et sur la lagune). Il traitera invariablement de manière grave et naïve, parfois pittoresque, la réalité vénitienne, en marge de la mode picturale de son époque. ll obtint de nombreux contrats des Scuole, confréries charitables et de bienfaisance qui employaient des artistes pour décorer leurs locaux. Le goût de Vittore Carpaccio pour les histoires a pu se développer librement dans le cycle de peintures consacré aux épisodes de la vie de Sainte Ursule, destiné à la Scuola di Sant'Orsola.
Il a collaboré avec Gentile Bellini et deux autres représentants de la tradition narrative vénitienne, Lazzaro Bastiani et Giovanni di Niccolò Mansueti, au cycle de tableaux réalisé pour la Scuola Grande di San Giovanni Evangelista. Entre 1501 et 1503, il exécute pour la Scuola di San Giorgio degli Schiavoni, consacrée à Saint Georges et à Saint Tryphon, deux grandes toiles représentant Saint Georges et le Dragon, les deux peintures de Saint Jérôme et le lion et Les Funérailles de saint Jérôme, ainsi que La Vision de saint Augustin. Dans ce dernier tableau, Carpaccio représente le lieu de travail d'un humaniste cultivé autour de 1500.

### Autres figures majeures duXVesiècle
- Fra Angelico (1387-1455), peintre florentin. Pratique la tempera sur panneau (de bois, par définition) et la fresque.
- Jan van Eyck (1390-1441), peintre flamand. Il a participé avec son frère à la mise au point de la technique de la peinture à l'huile.
- Masaccio (1401-1428), peintre florentin. Il introduit en peinture le naturalisme et la représentation d'une architecture inspirée de l'antique par un dessin de perspective géométrique.
- Antonello de Messine (v. 1430-1479), peintre sicilien. Il pratique la peinture à l'huile et fait un séjour remarqué à Venise.
- Piero della Francesca (1420-1492), peintre de Toscane. Il applique la représentation de l'espace en « perspective monofocale centrée avec un point de fuite ». Son passage à proximité de Venise: 1451, à Rimini rencontre Leon Battista Alberti, théoricien de la perspective géométrique.
- Sandro Botticelli (1445-1510), peintre florentin.
- Léonard de Vinci (1452 - 1519), peintre florentin (La Joconde), son passage à Venise vers 1505 est fondamental pour l'introduction du sfumato (passage insensible de l'ombre à la lumière par des glacis).
- Jérôme Bosch (1453-1516), peintre néerlandais dont plusieurs peintures sont à Venise depuis, quasiment, leur réalisation : serait-il passé par là ? La question reste sans réponse.

### Fin duXVe–XVIesiècles: Renaissance à Venise

#### Disegno,coloritoetsprezzatura
« Les vénitiens n'utilisent pas le terme colore ; ils lui préfèrent celui de colorito ou de colorire » (une forme du verbe) : « Le colorito est en fait un processus additif, construisant progressivement le tableau, depuis la toile qui sert de fond, préparé en sombre, jusqu'aux modifications finales, obtenues par les glacis ». Ce concept n'envisage pas la couleur « qui sort du tube », mais le processus qui met en œuvre, par les jeux des pinceaux, et autres outils de peintre, des matières picturales plus ou moins colorées, opaques ou transparentes. Dans ce processus, l'idée — l'invenzione —, qui prend forme dans les dessins — disegni —, continue de faire de la mimesis une obligation de l'art, comme l'avaient institué les peintres de la Renaissance florentine au siècle précédent. Mais, pour les peintres vénitiens, l'imitation de la nature doit se faire sous l'angle de la couleur et de la tonalité  — en termes de valeur colorée, plus ou moins claire ou sombre. « L'imitation en peinture doit donc être fondée sur la couleur et non sur la ligne ». Et la phase du dessin, initialement sur papier même s'il est directement posé sur la toile au pinceau, se prolonge ensuite au cours de la peinture.
Le dessin vénitien, frottis à la pierre noire ou au fusain bien mieux que trait de plume ou de craie, est une sous partie de la « couleur », au sens de colorito. « Si elles doivent servir les fins mimétiques de la peinture, les couleurs ne peuvent plus conserver leur pureté intrinsèque — pas plus que le contour ne peut préserver son intégrité physique ». C'est pourquoi, à Venise, on assiste à la dissolution des formes au moment où à Florence comme à Rome, l'art se glorifie d'être parvenu à la maîtrise savante des contours fermés : la perspective mathématique, l'anatomie y assurant la base fondamentale, idéale et définitive du tableau. Alors qu'à Venise le tableau se construit en se défaisant pour mieux se refaire. Dessinées à nouveau au pinceau, les idées se développent au cours du processus pictural, des figures se déplacent, parfois disparaissent, des motifs imprévus surgissent qui transforment l'idée. Dans ces jeux du pinceau, Paolo Pino considère que « la rapidité de la main est une chose très importante », s'approchant d'une esthétique de la « facilité ». Il proclame que la facilité, suggérée par une désinvolture travaillée et élégante, la sprezzatura, est le premier critère dans tous les arts, et le plus difficile à atteindre : l'art consistant alors à cacher l'art.

#### La révolution de la couleur et le portrait à Venise
Vers 1508 le style de Giorgione est à un tournant dans lequel le grain extrêmement fin du clair-obscur n'ignore pas le sfumato de Léonard de Vinci, lequel est passé à Venise dans les premiers mois de 1500. La peinture de Léonard continuait à s'enrichir d'une part d'ombre grandissante et il était au sommet de sa gloire, donc épié, même à distance, par tous les peintres. Le nouveau style de Giorgione est aussi touché par un naturalisme plus marqué en relation avec la confrontation récente qu'offrait le travail de portraitiste de Dürer lors de son passage à Venise. Le nouveau style de Giorgione se manifeste dans le portrait d'homme du musée de San Diego par une union vaporeuse des couleurs dans les fonds, avec cette lumière diffuse, et cette pâte localement compacte et épaisse qui flotte dans les cheveux et qui donne la sensation de la matière.
Quant à la représentation de vastes paysages naturels, ceux de La tempête et de bien d'autres, elle semble s'inspirer de Léonard en universalisant les arrière-plans de Bellini et Cima da Conegliano. Les gravures de Dürer, où la nature est très présente, comme La Vierge de la fête du rosaire (Venise, 1506) avec ses arbres individualisés, ont aussi certainement stimulé l'émulation chez les peintres vénitiens, et pas seulement Giorgione.
Autour de 1520 Le Titien abandonne le mystère contemplatif de Giorgione et met en scène avec sobriété la réalité naturelle, le statut social et la psychologie de son modèle. L'Homme au gant témoigne d'une nouvelle conception de l'individu et d'une relation inédite entre le peintre et son modèle. Le peintre de Venise reprend le clair-obscur en le modulant grâce aux effets de transparence des dessous, mais surtout grâce aux accords de tons de surface (la peinture tonale ou tonalisme) où paraissent des gris colorés. À côté de la fusion des teintes contigües le peintre vénitien déploie tout un jeu d'empâtement dans les lumières (avec quelques accent blancs en rehauts) et des glacis sur les ombres transparentes.

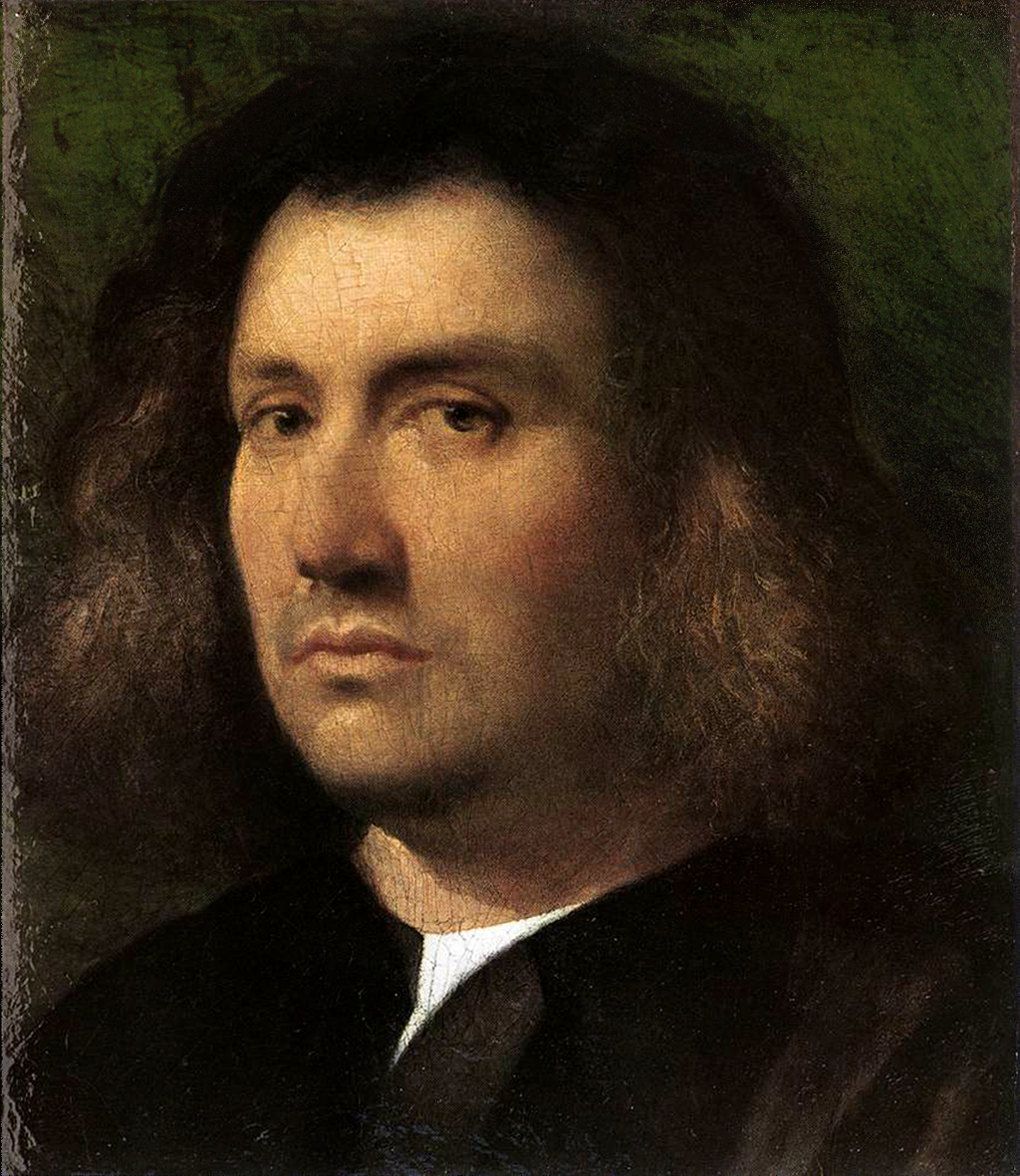
Giorgione (1477–1510), vers 1506. Portrait d'homme, 29 × 26 cm. Musée d'Art de San Diego.
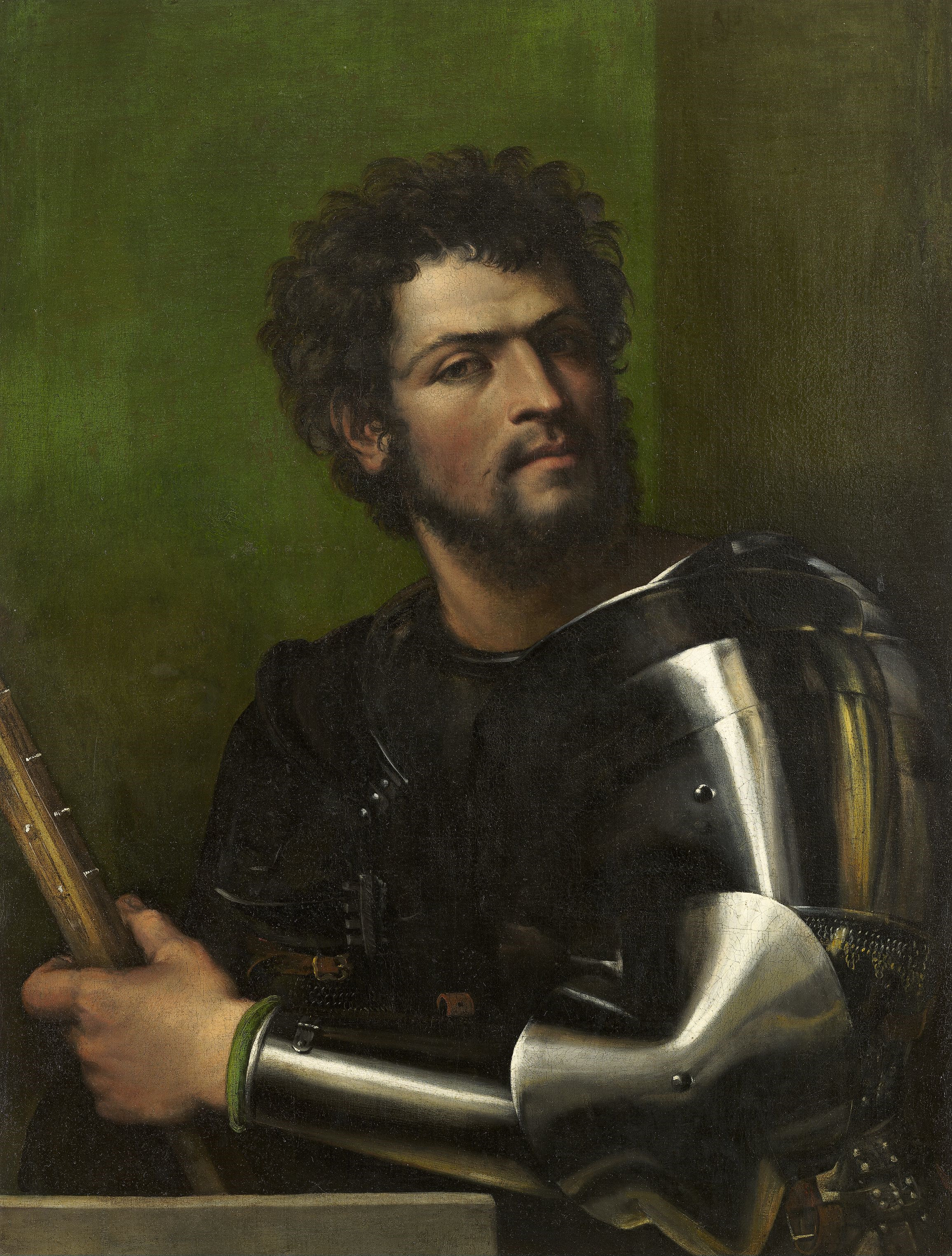
Sebastiano del Piombo (v. 1485–1547), vers 1515. Portrait d'homme en armure, 87 × 66 cm. Wadsworth Atheneum.
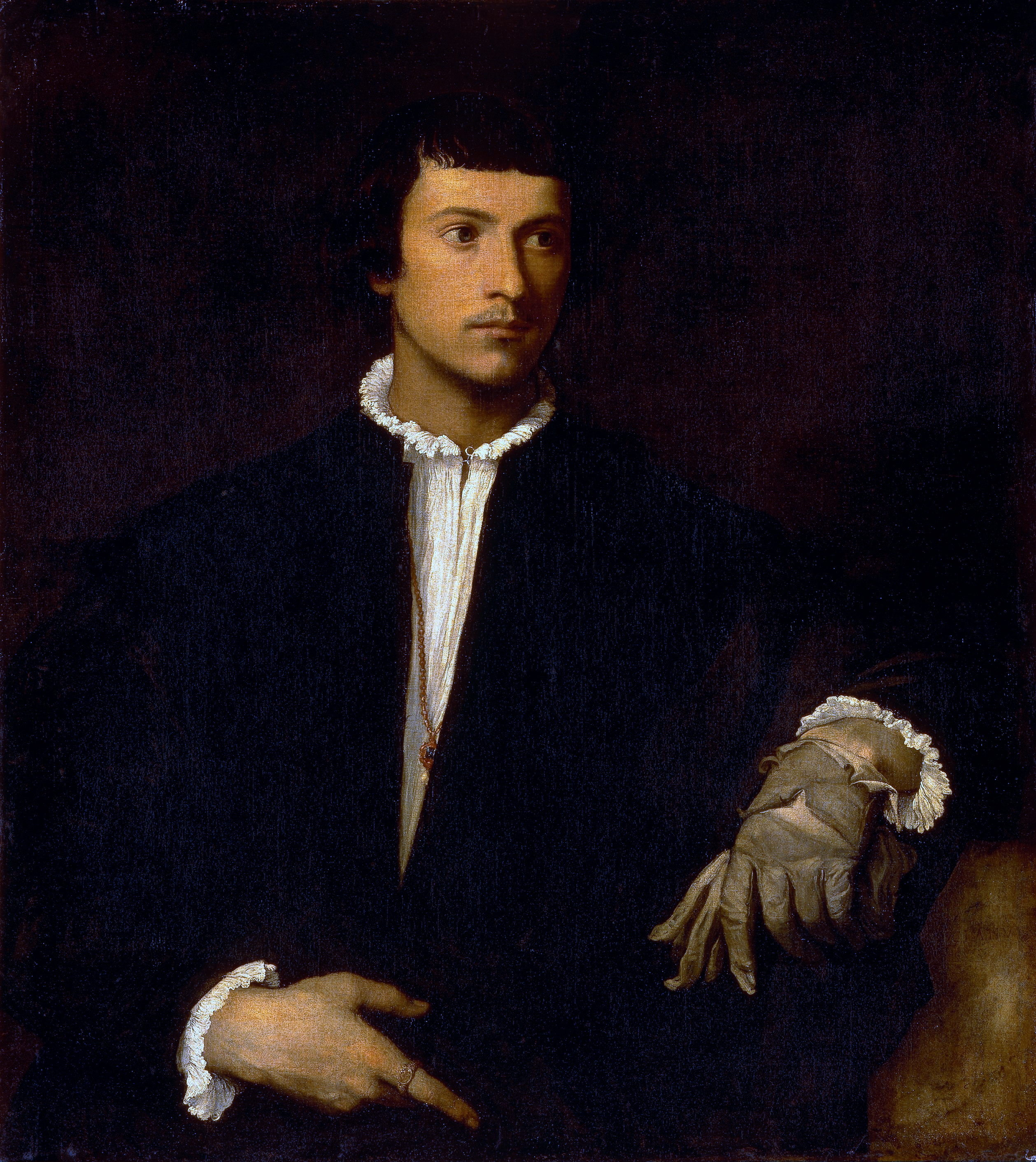
Titien (1488–1576), vers 1520. L'Homme au gant. 100 × 89 cm. Musée du Louvre.
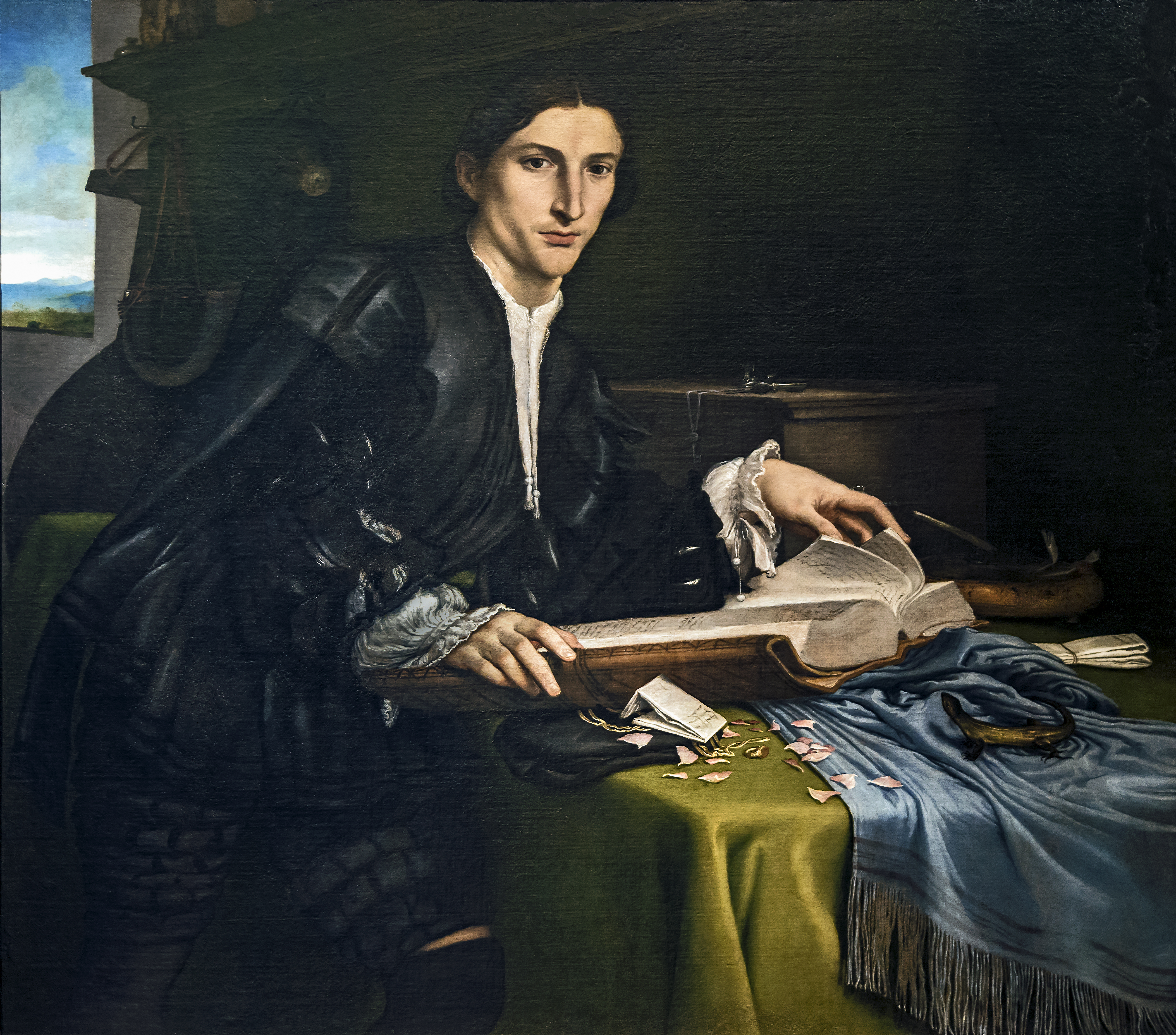
Lorenzo Lotto (1480–1556), vers 1527. Portrait d'un jeune homme (Autoportrait[26]). 96 × 116 cm. Galerie dell'Accademia.

#### La deuxième moitié duXVIesiècle: nouvelles pratiques de la couleur

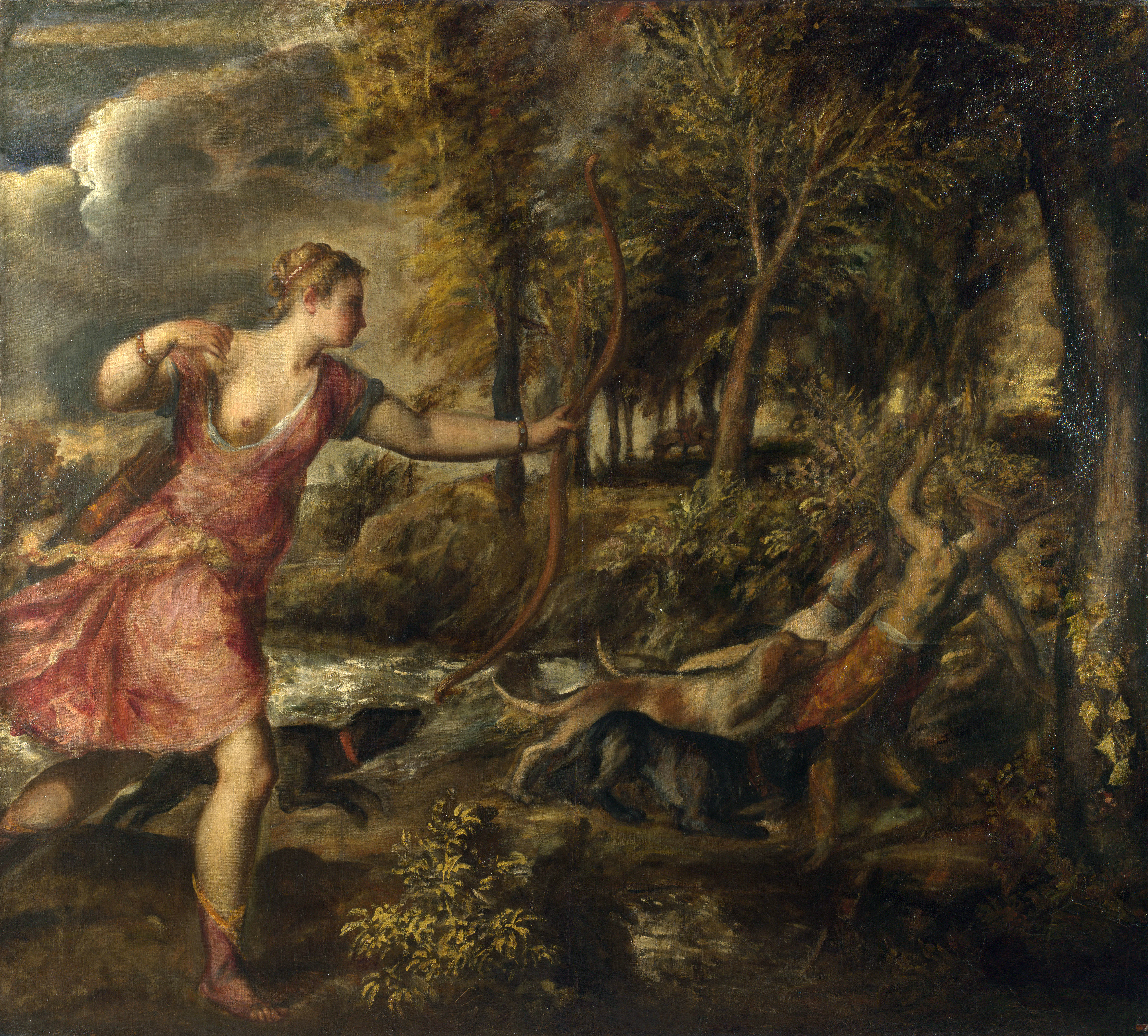
Titien, entre 1559 et 1575., La Mort d'Actéon, 178,4 × 198,1 cm. National Gallery[27].
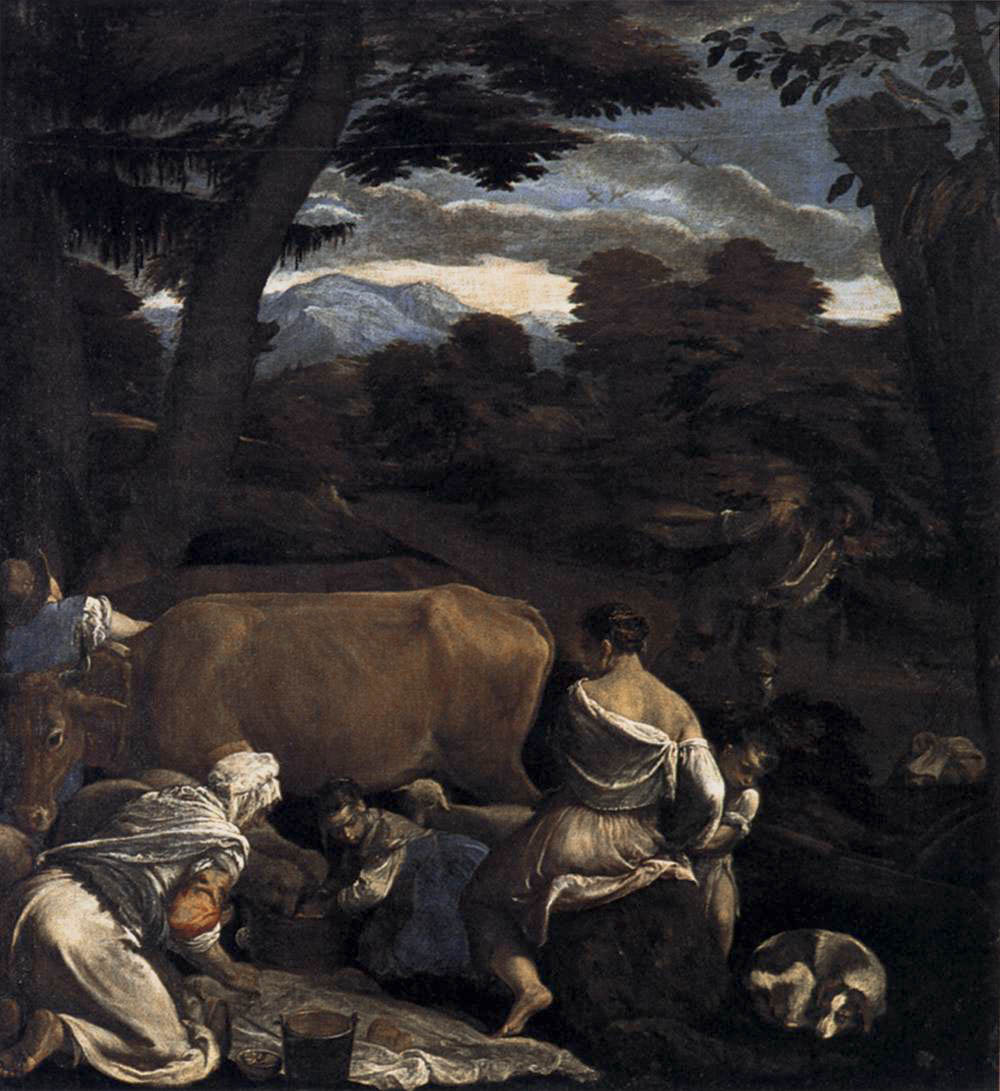
Jacopo Bassano, v. 1560. Pastorale[28], 139 × 129 cm. Musée Thyssen-Bornemisza, Madrid.
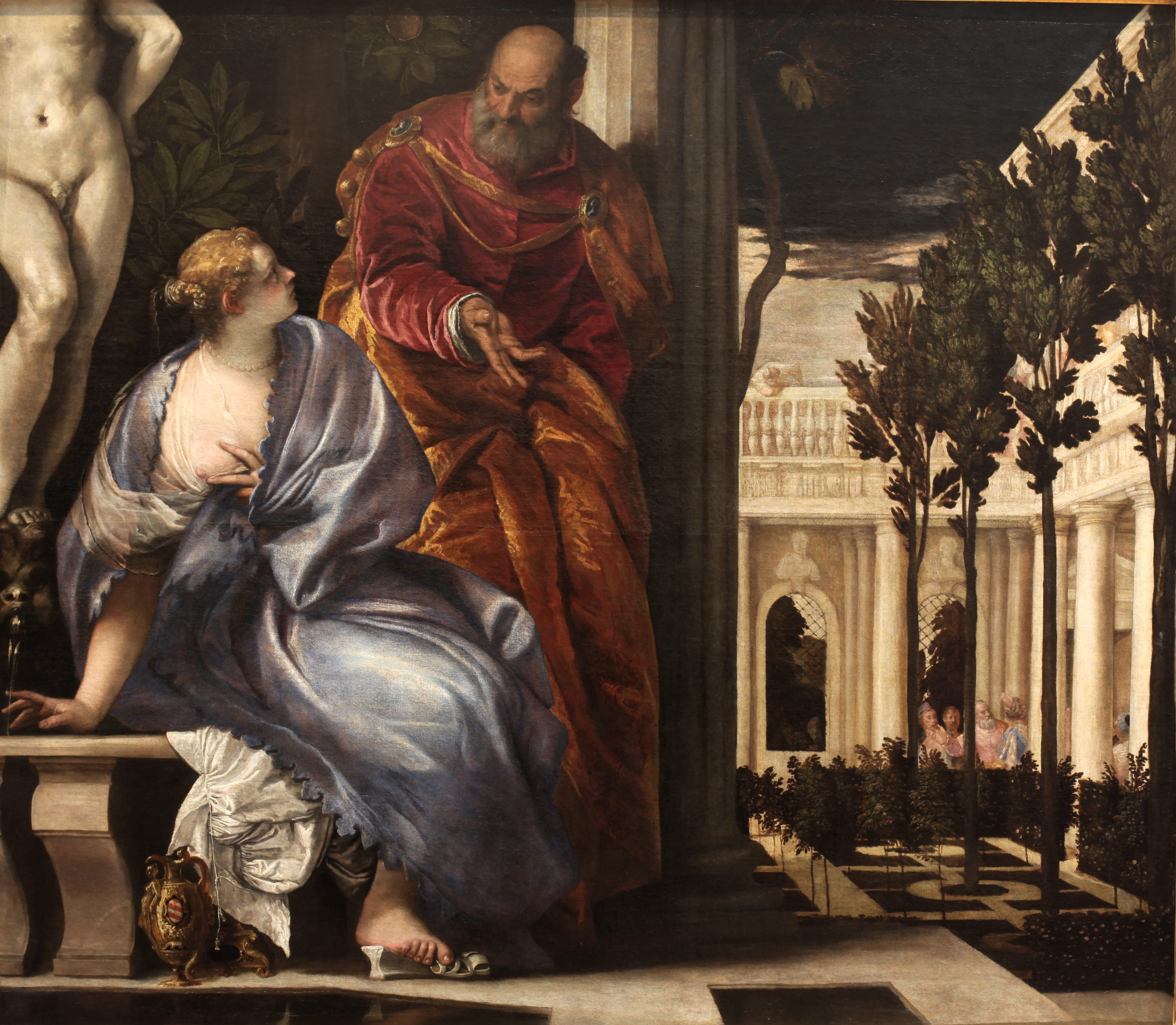
Véronèse, Bethsabée au bain, v. 1575, 191 cm × 224 cm. Musée des beaux-arts de Lyon.
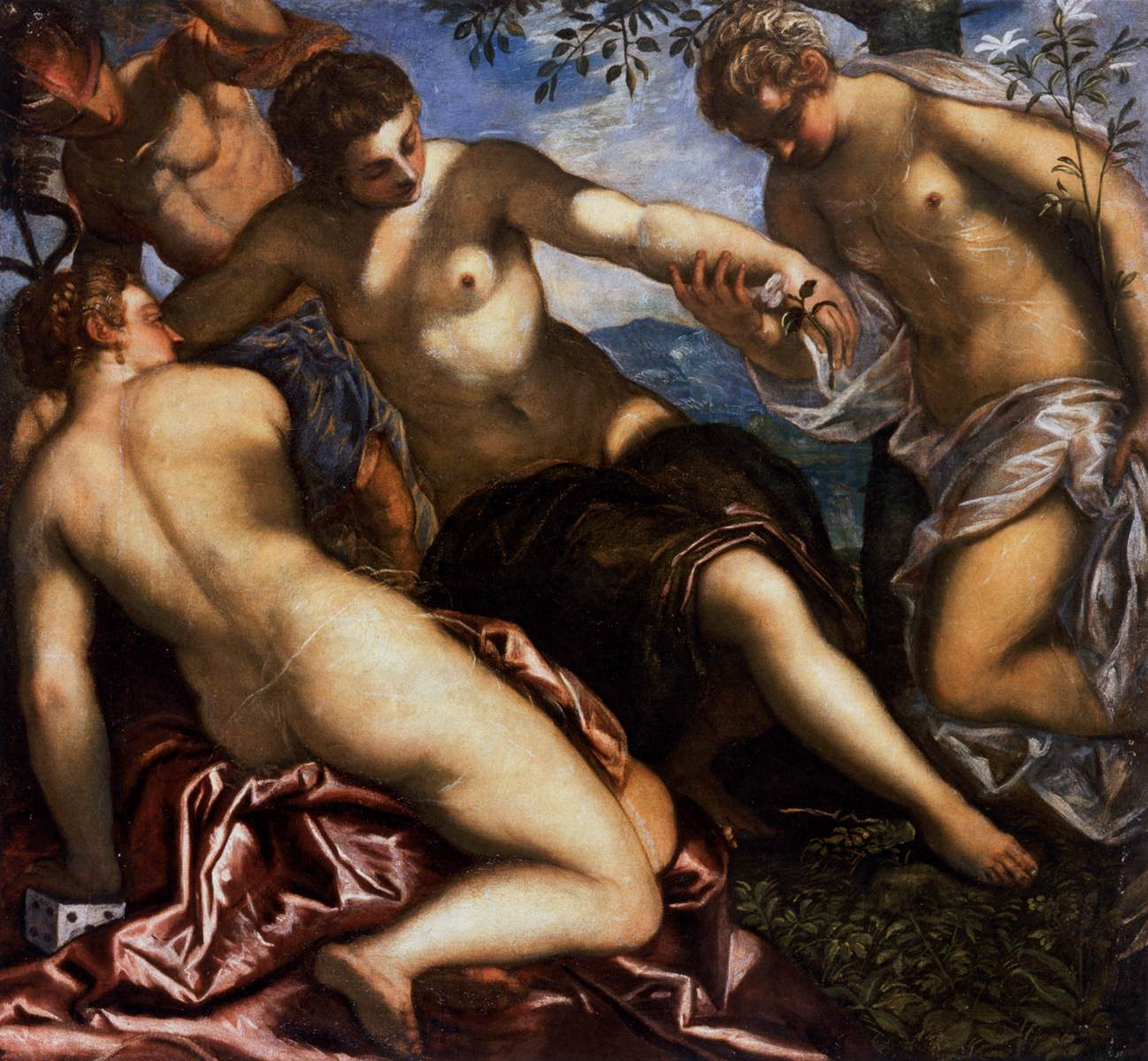
Le Tintoret, Mercure et les Grâces, entre 1576 et 1577. Huile sur toile, 146 × 155 cm. Palais des Doges, Venise.

C'est au cours de cette période, dans la deuxième moitié du XVIe siècle, que les traits les plus marquants de l'art vénitien atteignent leur maturité. On en a l'expression la plus nette dans les  œuvres de Titien après 1551, celles de Véronese, de Tintoret et de Jacopo Bassano avec leurs pratique de la matière picturale et leur liberté de facture, le jeu du pinceau vif et comme spontané.
En 1551, après une brève période en Italie (Portrait du pape Paul III Farnèse, 1543) puis à Rome, Titien s'établit à Venise pour y demeurer jusqu'à sa mort en 1576. Le style de ses 25 dernières années reflète l'essence de l'art pictural Vénitien. Il réalise alors des tableaux pour son mécène principal, Philippe II d'Espagne, avec entre autres sujet des extraits des Métamorphoses d'Ovide : Diane et Actéon et Diane et Callisto. À cette époque, Titien retravaille ses tableaux sur de très longues durées (dix années pour la Crucifixion de la sacristie de l'Escurial, multipliant les effets de peinture par des traits au grain très apparent, parfois tracés du bout des doigts, et il explore toutes les possibilités du non finito, c'est-à-dire une peinture qui exige un travail du spectateur lorsqu'il « finit » le tableau en fusionnant les formes évoquées par la peinture (colorito) laissée à l'état de tourbillonnements de couleurs, « un flamboiement d'incendie ». Mais La nymphe et le berger, et jusqu'à Le supplice de Marsyas sont jugés finis par le peintre qui y apposa sa signature entre 1570 et 1576. La magie de ses jeux de peinture, sur une surface sans effet de perspective, devenue bidimensionnelle aura une influence décisive sur le cours de l'histoire de la peinture moderne.
Les figures les plus importantes de la génération suivante de Titien sont Tintoret (1518-1594) avec la collection exceptionnelle de toiles du maître sur le thème de la Vie, la Passion et la mort de Jésus à la Scuola Grande de San Rocco , puis Paul Véronèse (1528-1588) et Jacopo Bassano (1515-1592). Tous les trois sont influencés par la dernière manière de Titien, bien que celui-ci s'y oppose. Ils interprètent aussi le maniérisme venu d'Italie centrale mais ils introduisent souvent, et surtout durant leurs dernières années, de puissants effets d'ombre et de lumière, un luminisme qui touche aussi de nombreux lieux de création picturale, dont l'Europe du Nord et dans l'Italie du Nord la Lombardie. C'est cette tradition que reprendra Caravage en l'amplifiant jusqu'au ténébrisme, au XVIIe siècle.
Paul Véronèse, né à Vérone, est à Venise à partir de 1555. Si la couleur est l'essence de l'art vénitien, alors Véronèse en est une figure caractéristique. Au sens où nous entendons « couleur » aujourd'hui, comme espace chromatique, ses couleurs sont généralement claires et harmonieusement associées selon des principes qui correspondent au jeu des complémentaires et des effets de contrastes simultanés, comme a pu le constater Delacroix en détaillant les tableaux de Véronèse avec surprise. Mais il faut restituer à ce mot « couleur » le sens qu'il avait à l'époque : les effets de teinte, de valeur et d'intensité ainsi que la matière picturale travaillée par le pinceau, le doigt et le chiffon, voire avec tout instrument permettant de gratter la peinture fraîche et plus ou moins durcie. Quant à l'usage de teintes sombres que Giorgione emploie au début du siècle dans une matière fondue, Titien, Véronèse, Tintoret et Bassano pratiquent cette gamme de couleurs mais avec des effets de matière picturale vigoureux, par des frottis chargés de peinture plus ou moins claire et opaque sur des fonds sombres. On peut citer en guise d'exemple pour les toiles de Véronèse : La conversion de Saint Pantaléon et St. Pantaléon guérissant un enfant, parmi d'autres, qui lui sont commandées en 1587. Comme dans les peintures tardives de Bassano, Titien et Tintoret, ces scènes, très souvent nocturnes, vivent des mouvements du pinceau sur la toile grumeleuse, dans des tons foncés et des trainées lumineuses.

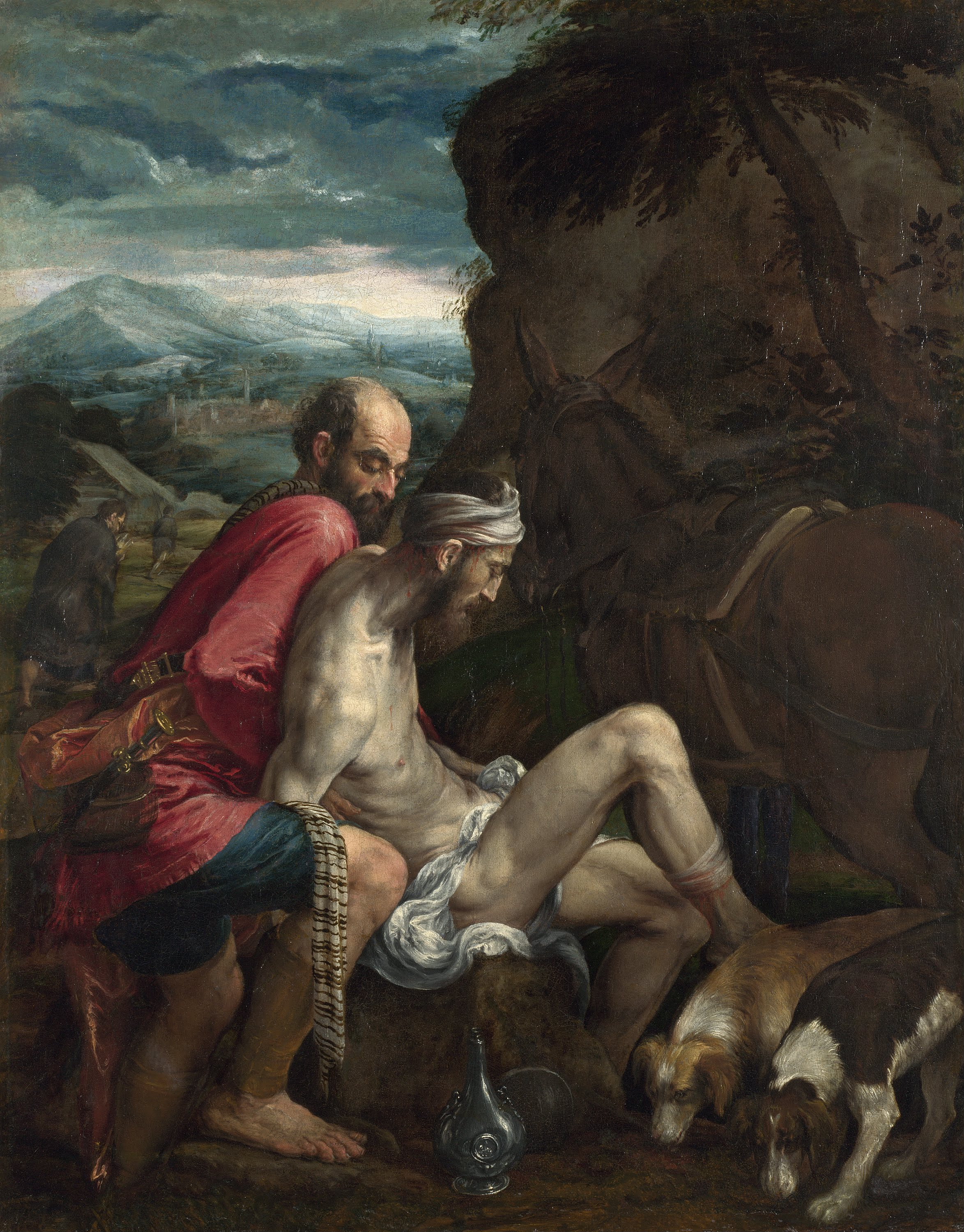
Jacopo Bassano, v. 1562-63. Le bon Samaritain, 102 × 79 cm. National Gallery[39], Londres
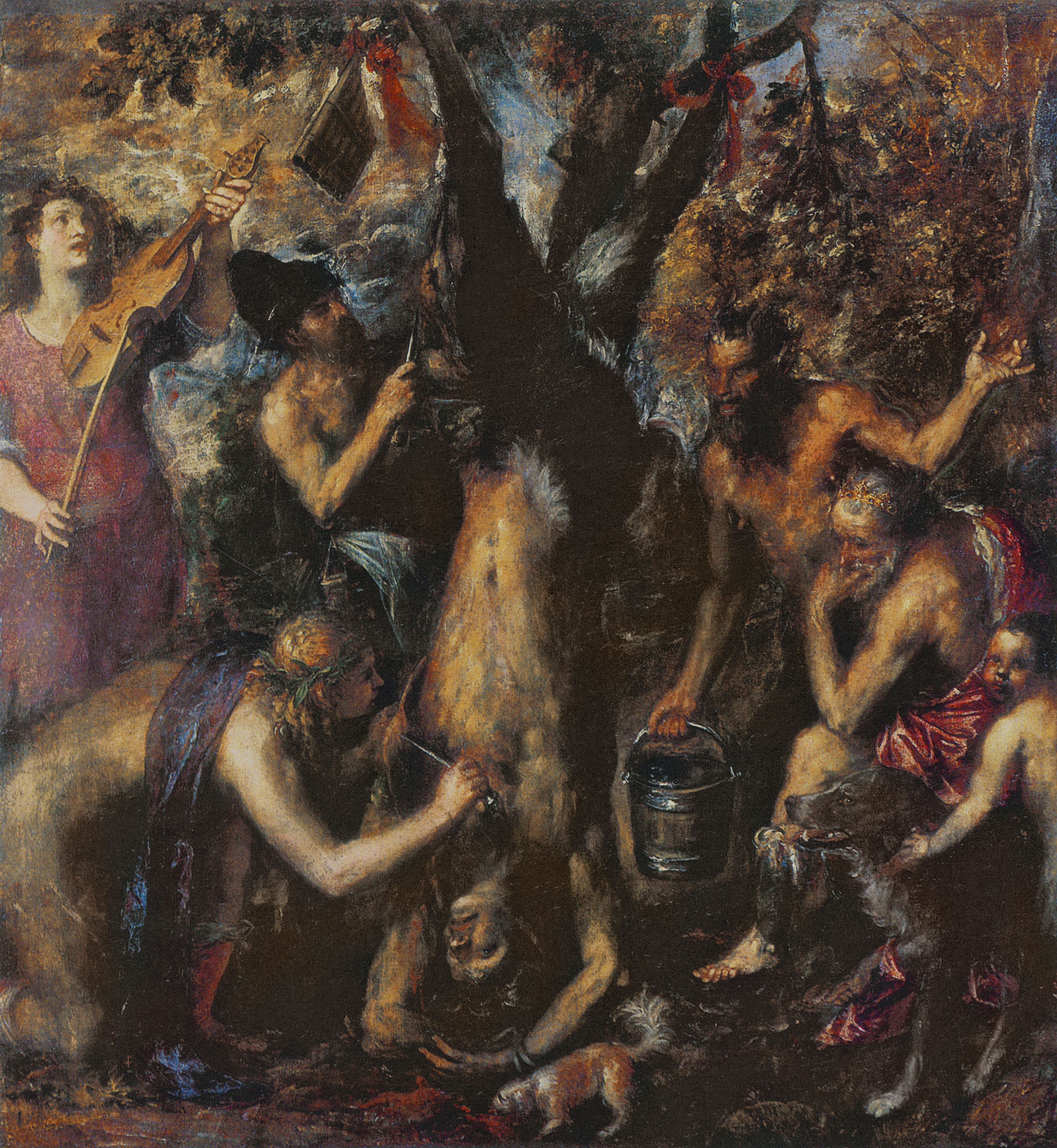
Titien, 1570-76. Le supplice de Marsyas, H. 212  L. 207 cm. Kroměříž, Château archiépiscopal
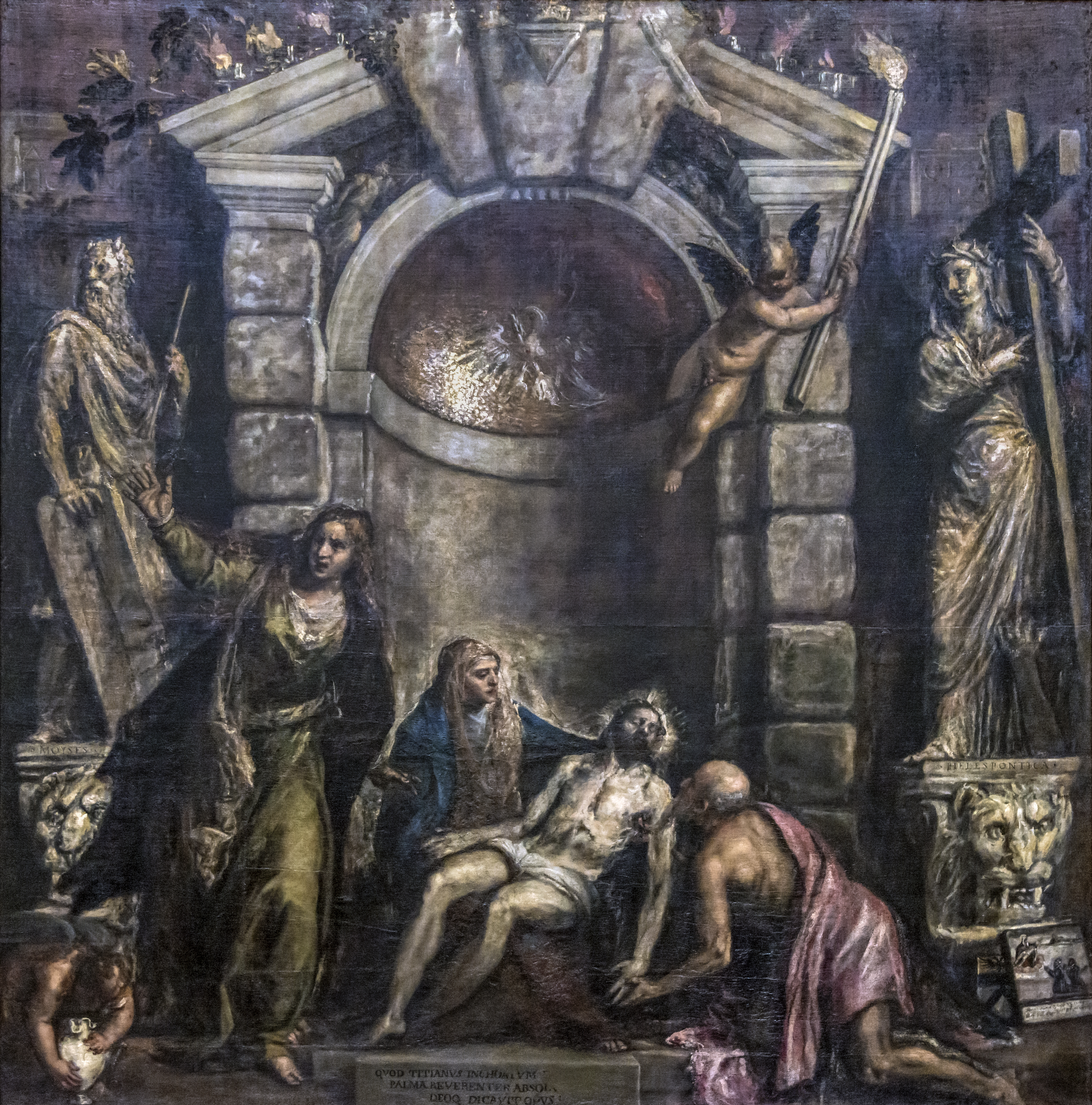
Titien, 1576. Pietà, H. 352 L. 349 cm. Gallerie dell'Accademia de Venise
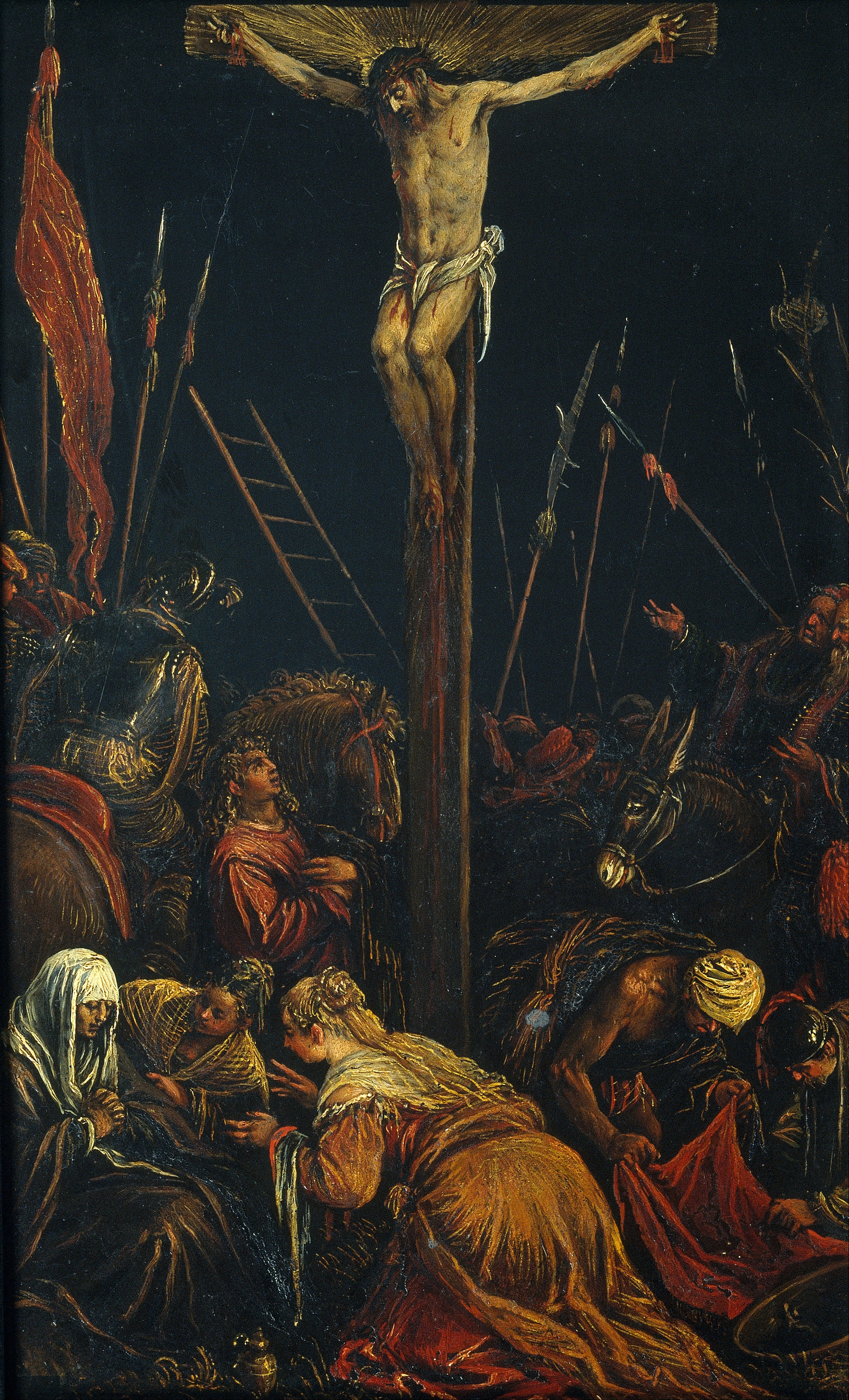
Jacopo Bassano, v. 1575. Le calvaire, H. 49 L. 30 cm. Musée national d'Art de Catalogne, Barcelone
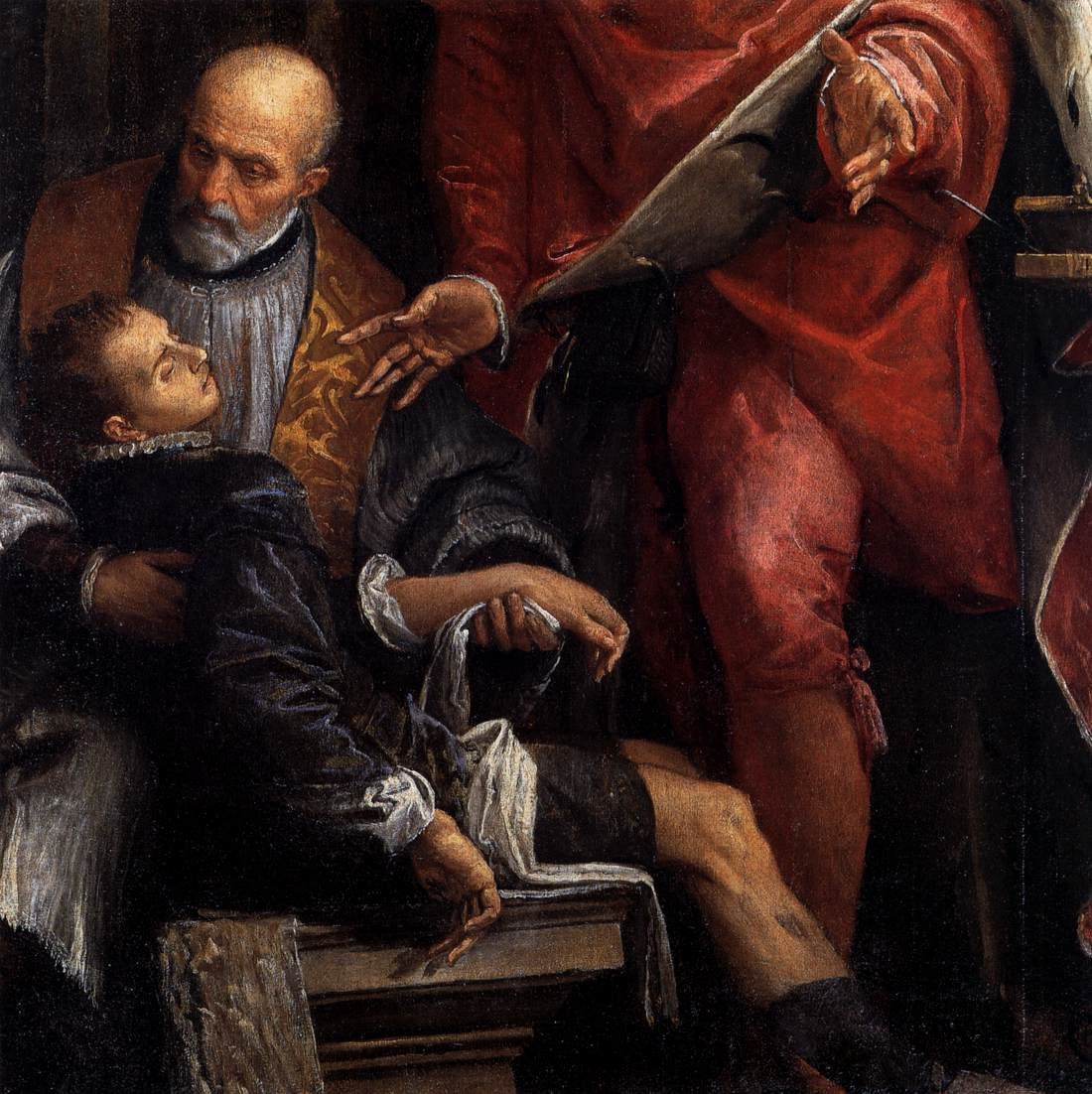
Paolo Veronese, ap. 1585. Conversion de saint Pantaléon, détail. Saint Pantaléon, Venise

### LeXVIIesiècle

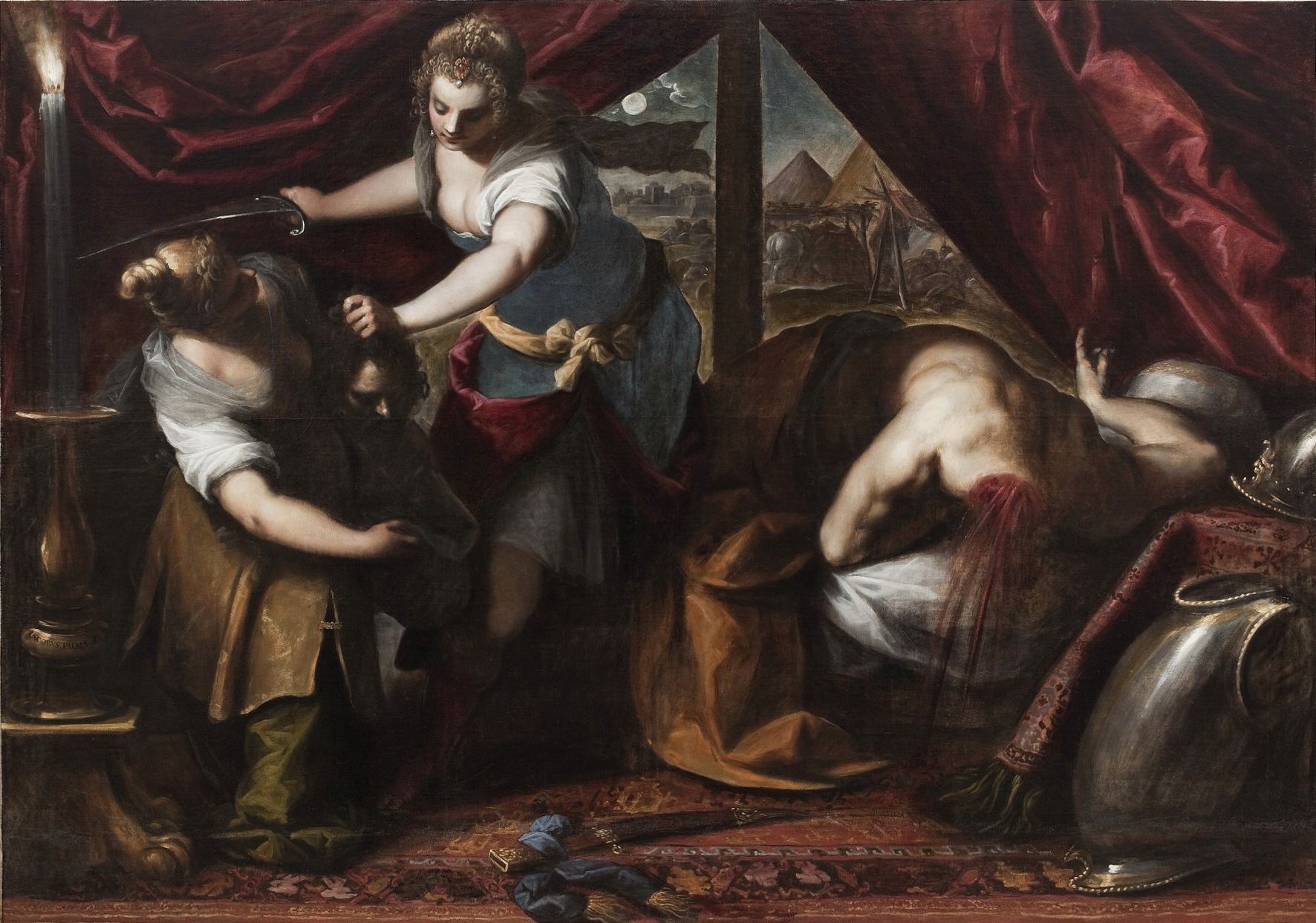
Jacopo Palma il Giovane, v. 1600. Judith et Holopherne, Schloss Brake, Weser Renaissance Museum, Lemgo, Allemagne
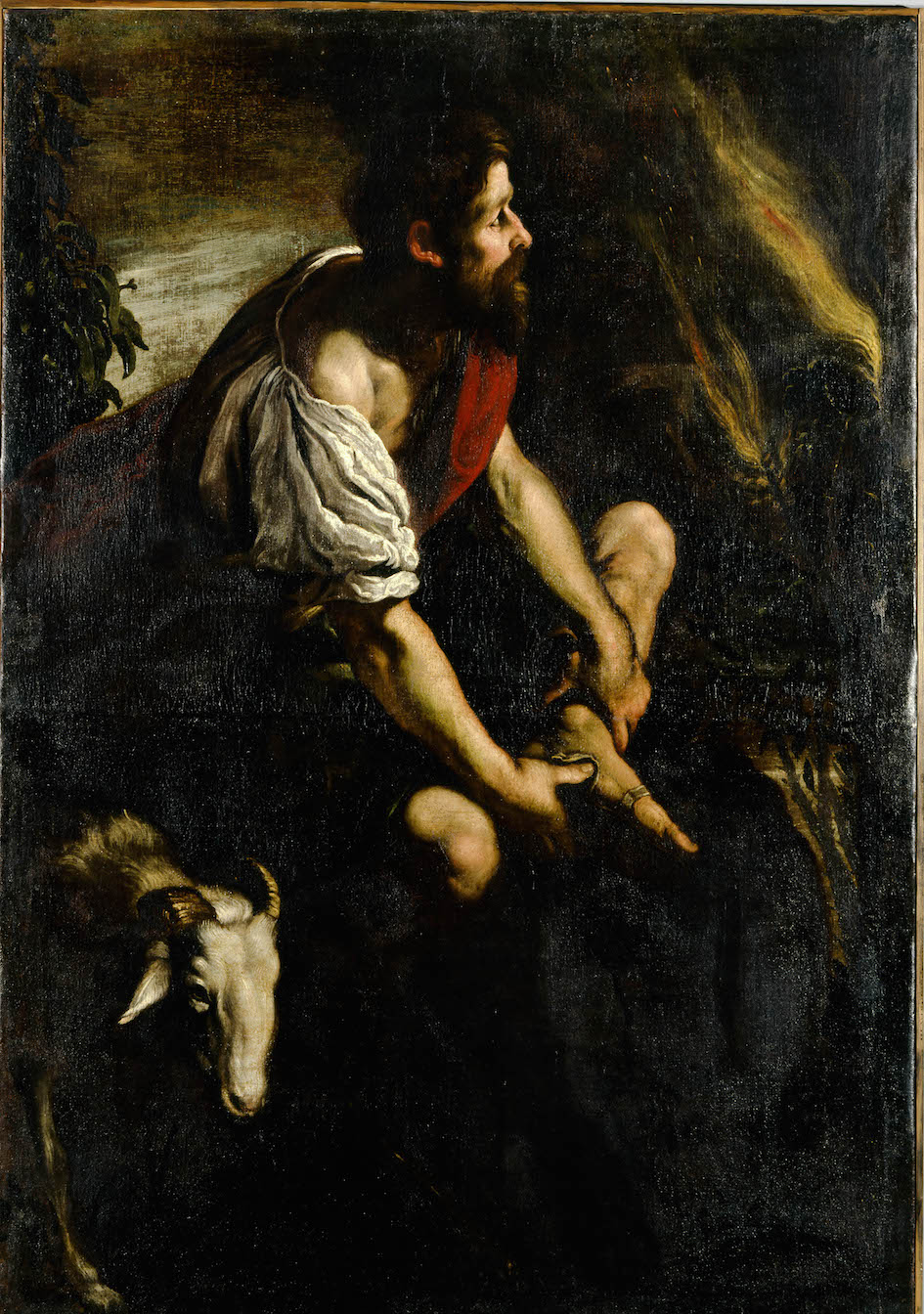
Domenico Fetti 1615.Moïse devant le buisson ardent. Huile sur toile, 115 × 165 cm. Museum of Modern and Contemporary Art of Trento and Rovereto
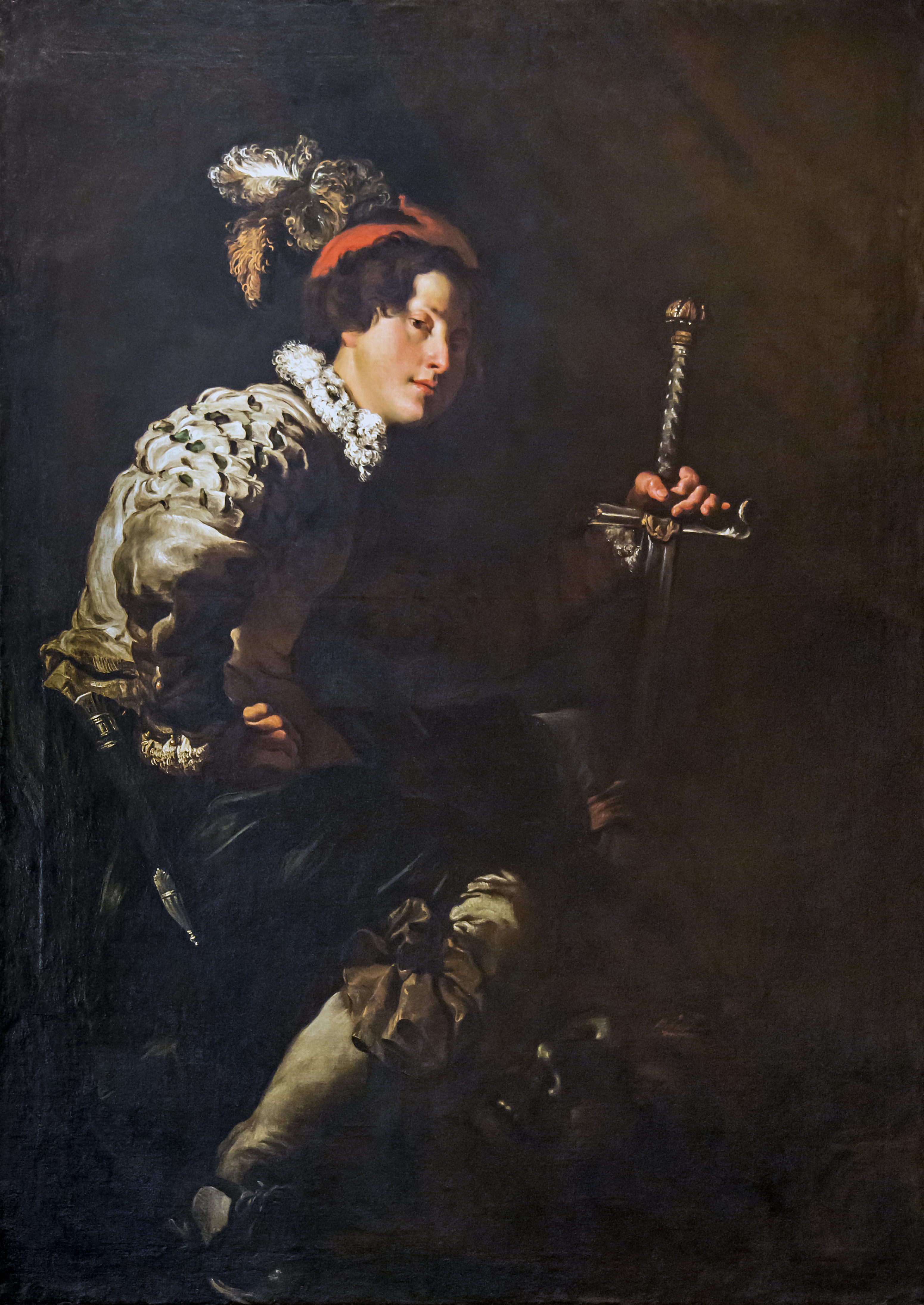
Domenico Fetti, v. 1620, David. Huile sur toile, 175 × 126 cm. Galeries de l'Académie
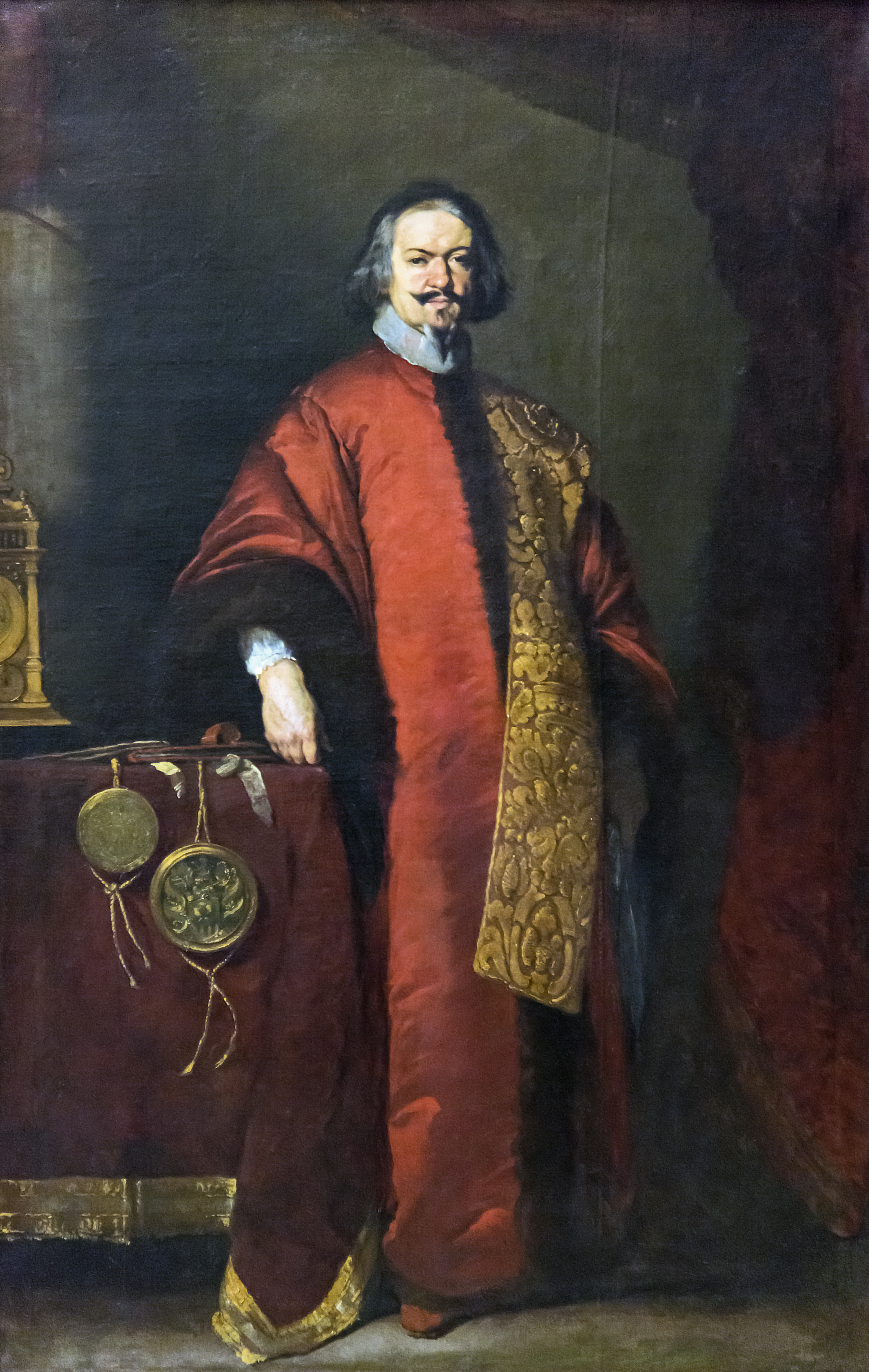
Bernardo Strozzi 1630. Portrait de Giovanni Grimani. Huile sur toile, 227 × 147 cm. Galeries de l'Académie
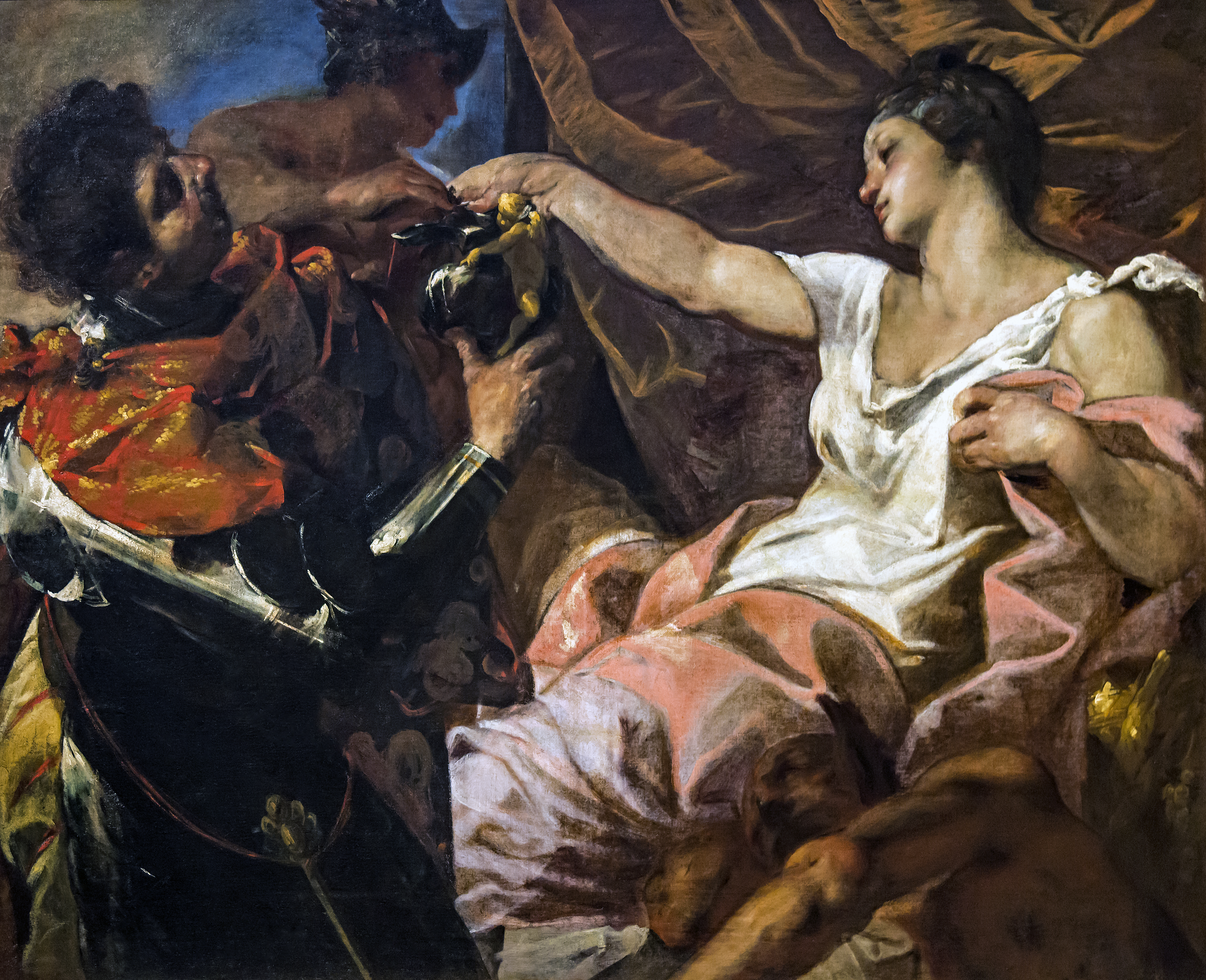
Francesco Maffei 1650 Scène mythologique, huile sur toile, 130 × 161 cm. Galeries de l'Académie

Les avis sont partagés sur la peinture vénitienne au XVIIe siècle, beaucoup la considèrent comme une période ou l'activité créatrice diminue, décline. La première partie du siècle voit se perpétuer la tradition établie à la fin du XVIe siècle. Palma le Jeune est sûrement l'artiste le plus intéressant de ce point de vue, ancien élève du Titien, il peint davantage dans le style du Tintoret et de Jacopo Bassano.
Plusieurs artistes, qui ne sont pas vénitiens mais qui résident à Venise, maintiennent un certain niveau de créativité : Domenico Fetti (Rome 1589- Venise 1624), Johann Liss (Allemagne 1595- Venise 1630) et Bernardo Strozzi (Gênes 1581- Venise 1644). Ces artistes perpétuent à leur manière la tradition picturale de la cité. Domenico Fetti conserve certains effets du caravagisme, pour se rapprocher de l'art vénitien ensuite. Les solutions de Bernardo Strozzi pour la mise en scène du portrait serviront à des artistes du siècle suivant : Ghislandi et même Giambattista Tiepolo. Quant au style de Francesco Maffei, à la fin du siècle, il rappelle celui de Véronèse avec des effets bien plus contrastés.

### LeXVIIIesiècle
Le XVIIIe siècle est la dernière période florissante de l'art vénitien. Venise redevient un centre important de création picturale et les commandes se multiplient. Les sujets religieux se font plus rares au profit de la peinture de paysage, de genre et d'histoire.
La grande figure du siècle est Giambattista Tiepolo qui perpétue la tradition des grandes compositions des peintres du XVIe siècle. Son style, qui a été décrit comme à la fois sophistiqué et hyperbolique, s'exprime le plus souvent dans de grandes peintures allégoriques ou religieuses, notamment des fresques réalisées pour des palais (le Palazzo Labbia), des villas (la villa Pisani) ou des églises. Son fils Giandomenico Tiepolo, qui a longtemps pratiqué le même genre de peinture que son père, s'est tourné à la mort de celui-ci vers une peinture plus proche de la réalité, décrivant, à travers des scènes de genre empreintes de mélancolie et de poésie, la société vénitienne de la fin du siècle, peu avant la fin de la Sérénissime. Citons aussi parmi les plus importants suiveurs du style de Tiepolo, Francesco Zugno (1709-1787) dont le style évolue vers un néo-classicisme à la fin de sa carrière. Lorenzo Tiepolo (le second fils de Giambattista), Giovanni Raggi ou encore Jacopo Guarana, sont aussi dans la sphère d'influence de Tiepolo.
Rosalba Carriera est la portraitiste la plus célèbre dans les premières décennies à Venise. Son succès, très rapide, l'a rapproché du mouvement des Lumières (elle a peint le portrait de Rousseau). Elle s'établit un temps à Paris où elle lança la mode du pastel (reprise par un grand nombre de très grands portraitistes dont Maurice Quentin de La Tour et Jean-Baptiste Perronneau). Elle pratique un style de portrait réaliste sans idéaliser ou magnifier le sujet, qui est le plus souvent peint à hauteur du buste sur un fond monochrome. C'est ce sentiment de vérité qui a fait son succès.
Pietro Longhi est connu pour ses petites scènes de genres qui dépeignent avec ironie la vie quotidienne à Venise au XVIIIe siècle, notamment dans les cercles de l'aristocratie. Il est apprécié comme son pendant, William Hogarth, au Royaume-Uni.

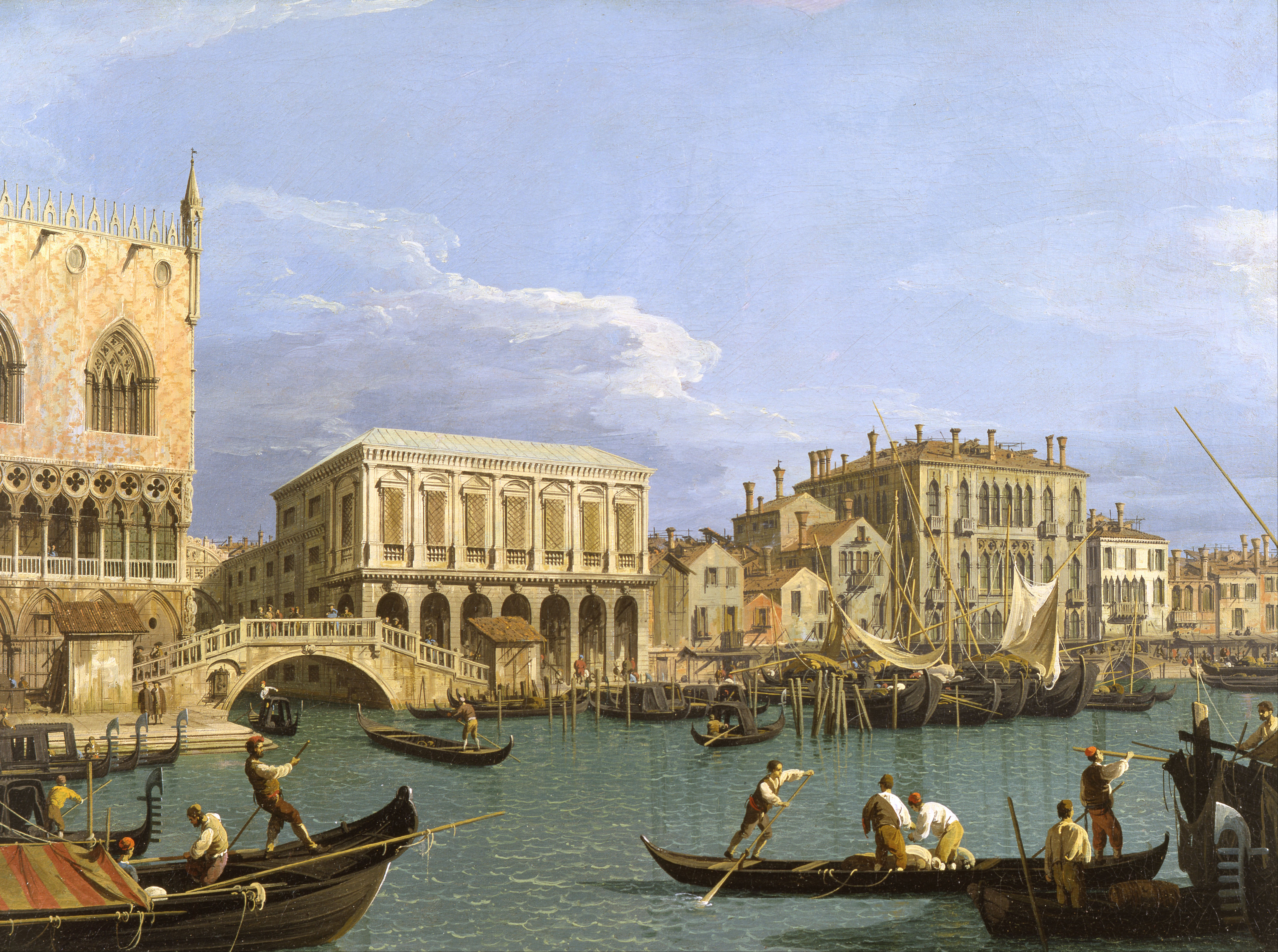
Canaletto, vers 1735-39, Vue sur la Riva degli Schiavoni, 47 × 63 cm. Musée d'art de Toledo, USA
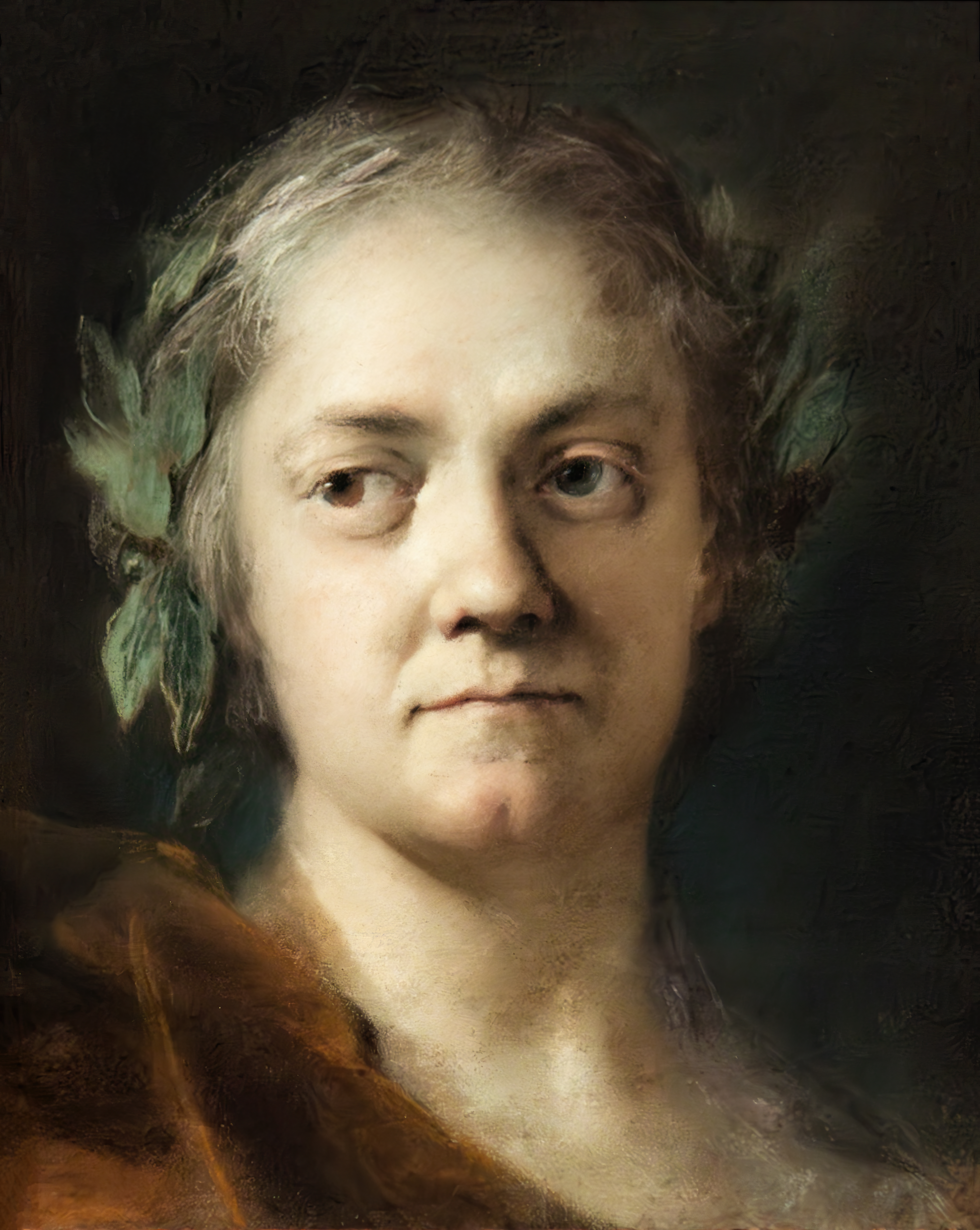
Rosalba Carriera, (1743-1747). Autoportrait, pastel, 31 × 25 cm. Galeries de l'Académie de Venise
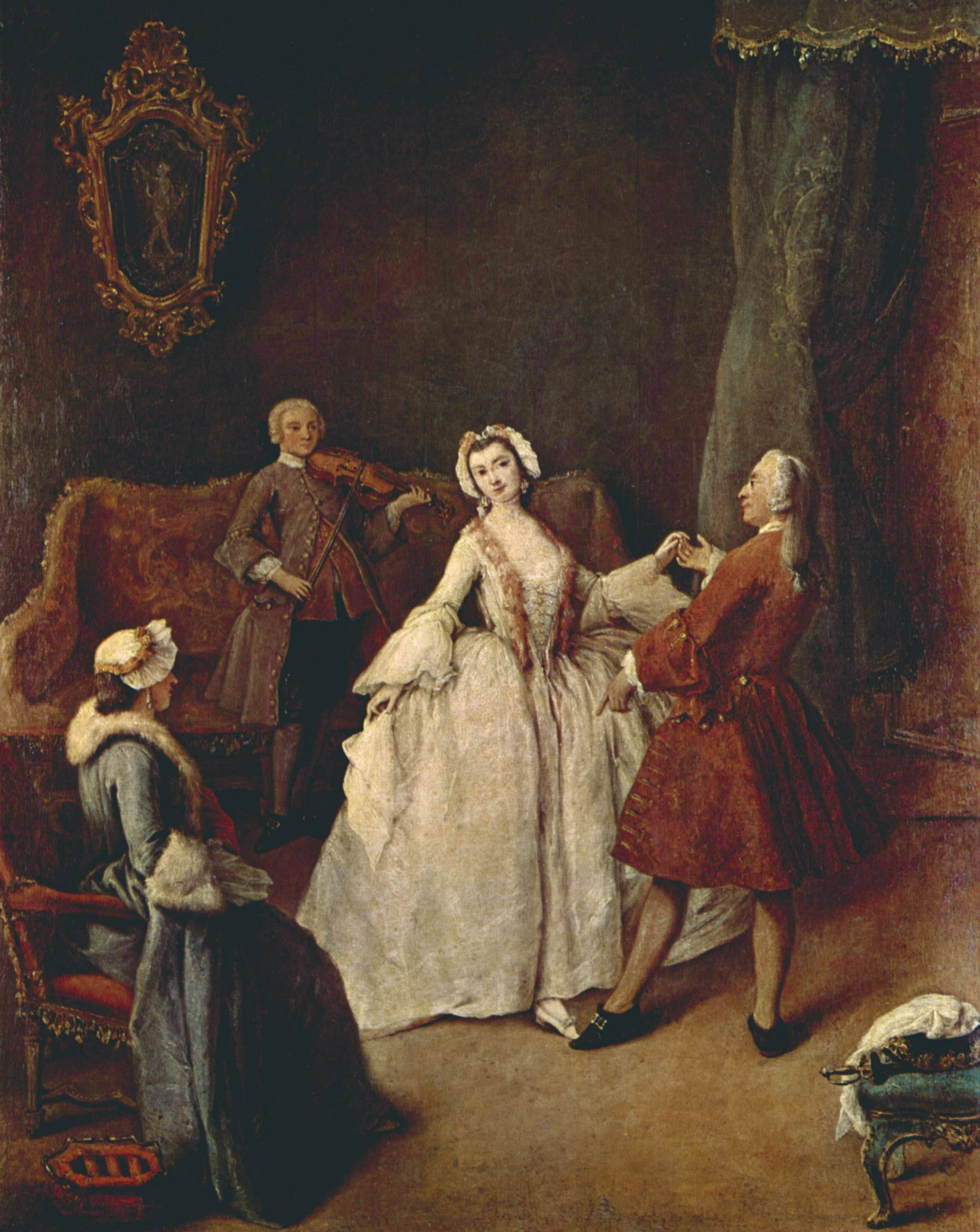
Pietro Longhi, v. 1740. La leçon de danse. Huile sur toile, 60 × 49 cm. Galerie de l'Académie
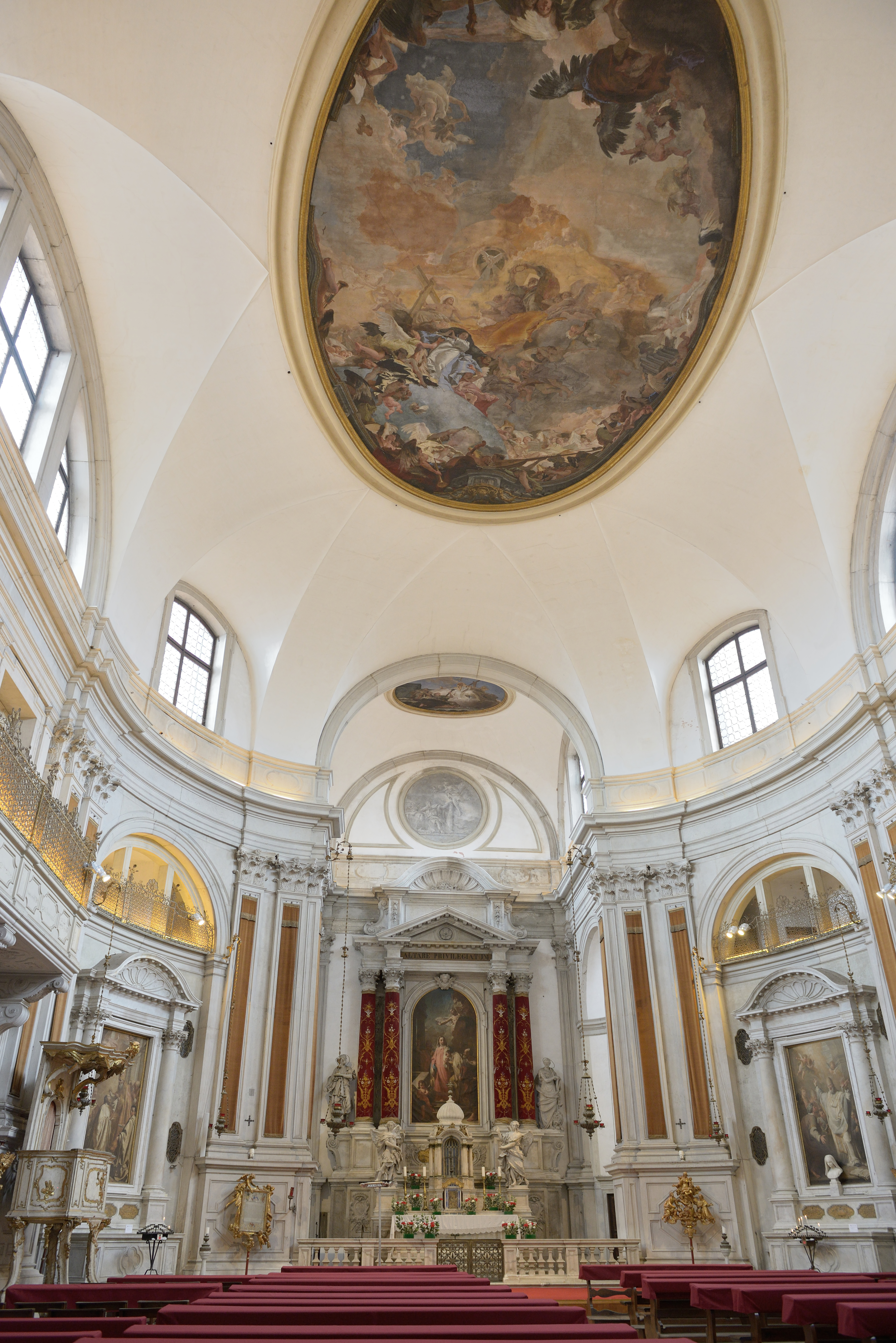
Église de la Pietà, 1745-1760, Venise. Peinture : Giambattista Tiepolo, Le couronnement de la Vierge
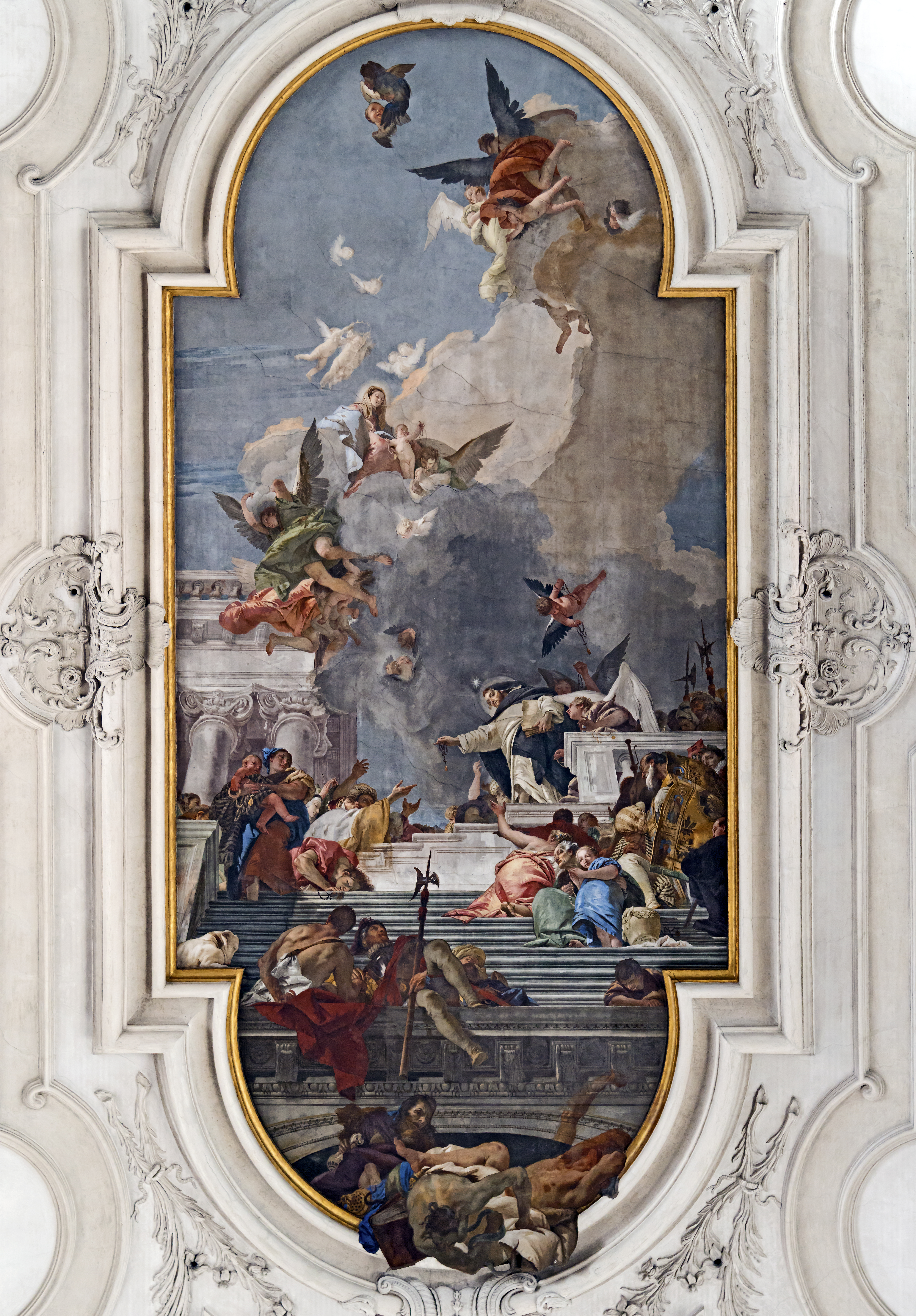
Giambattista Tiepolo, 1746-47.L'institution du Rosaire. Fresque. Église des Jésuites, Venise
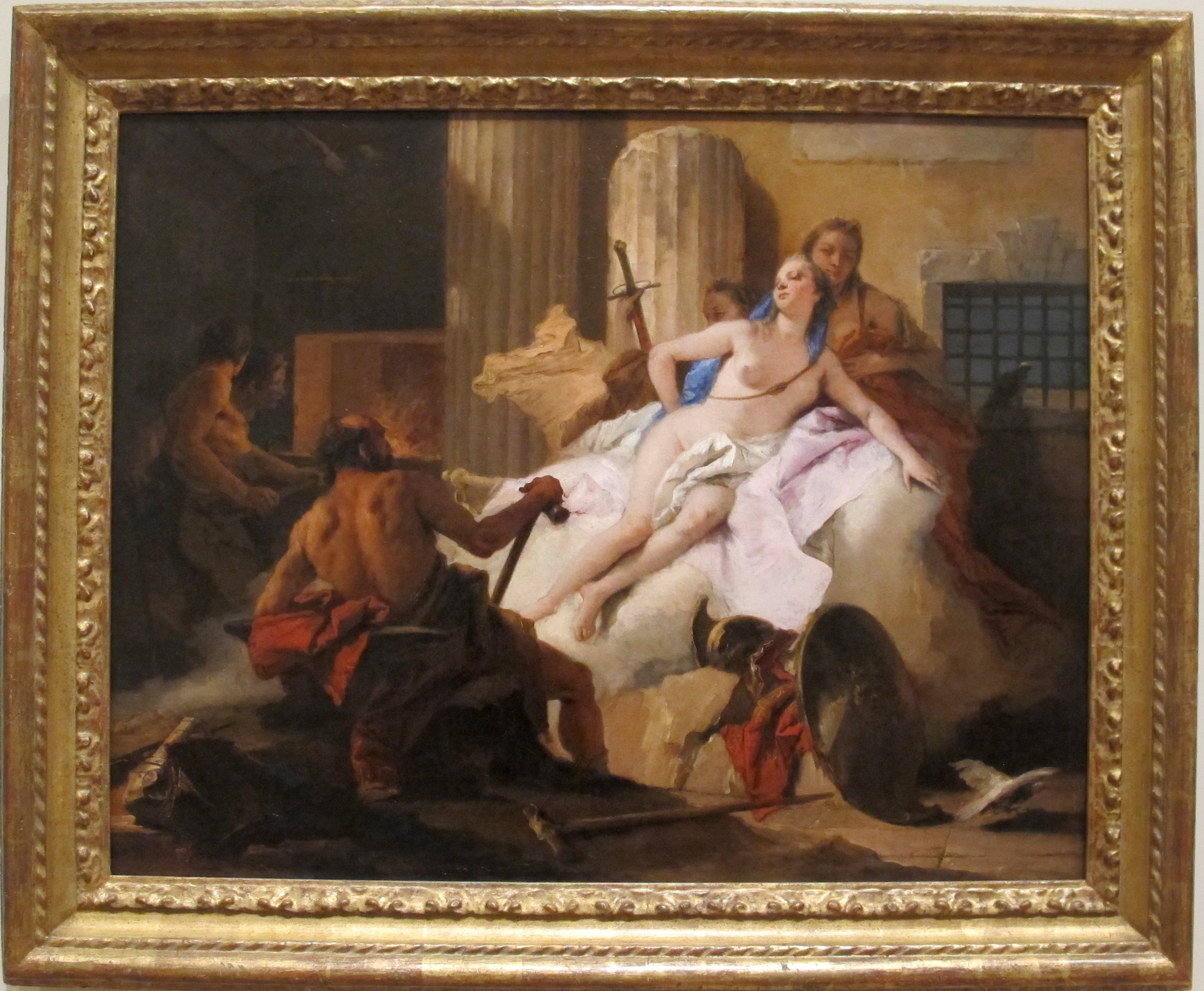
Vénus dans la Forge de Vulcain. Giambattista Tiepolo 1765-66. Huile sur papier marouflé sur toile, 69 × 87 cm. Musée d'art de Philadelphie
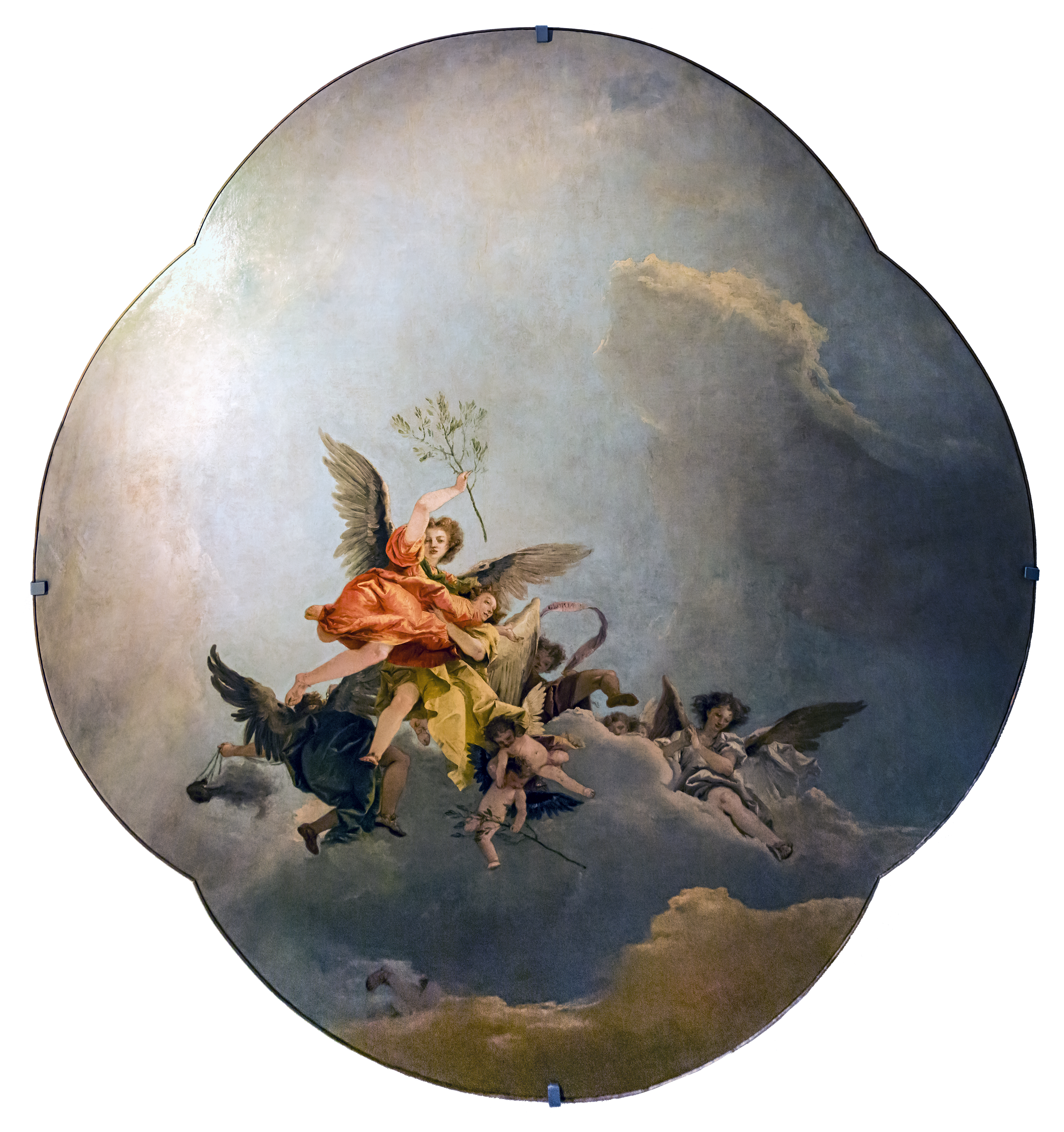
Giandomenico Tiepolo, huile sur toile (1745 -1749). Gloire des Anges Église San Polo
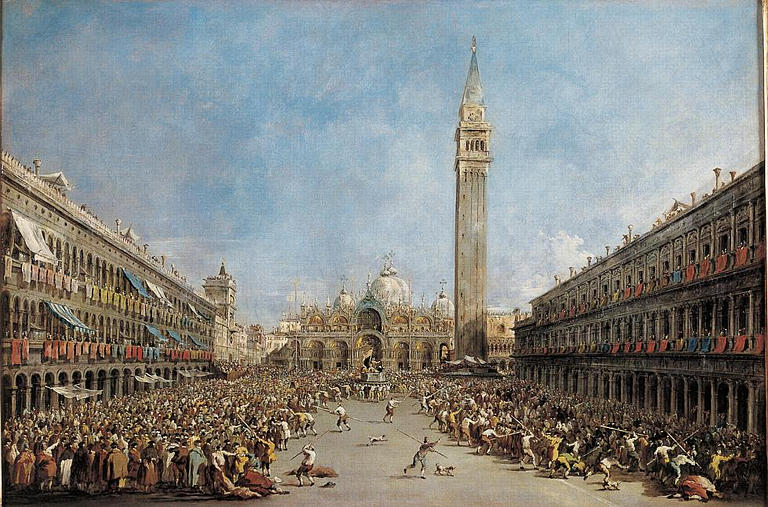
Francesco Guardi, v.1770.Le Doge de Venise porté par les gondoliers, après son élection sur la place Saint-Marc. 67 × 100 cm. Musée de Grenoble
Francesco Guardi, 1789. Incendie de dépôt d'huile à San Marcuola, 41 × 60 cm. Galerie de l'Académie [44]

Le style de la veduta est l'une des nouveautés de la peinture vénitienne au XVIIIe. Son plus célèbre représentant est Giovanni Antonio Canal, plus connu sous le nom de Canaletto, qui peint avec une précision jusque-là jamais atteinte des vues de villes (surtout Venise mais aussi Londres). Pour s'aider dans la représentation des vues en perspective et de la position comme de l'échelle des détails il emploie la chambre noire. Son neveu et élève, Bernardo Bellotto, poursuivant autrement l'art de la veduta deviendra notamment peintre pour les cours de Vienne (Autriche), Dresde et Varsovie. Canaletto, quant à lui, continuera de déployer son sens de l'espace et sa très haute sensibilité à la lumière, mais à Londres. Mais ce qui est essentiel, dans ce XVIIIe siècle, c'est l'apport de l'image (peinte ou gravée) au désir de document pris au contact direct avec l'expérience commune : ce sont les premiers touristes (ceux du Grand Tour) qui, ne voulant plus passer par la médiation de traditions quelles qu'elles soient, veulent fonder leur savoir sur l'expérience directe de la réalité, une mise en pratique de l'empirisme qui caractérise la pensée du siècle des Lumières, et en rapporter des témoins, en peinture, pouvant réveiller leurs souvenirs ensuite.
Francesco Guardi, contrairement à Canaletto, propose dans ses vedute une interprétation allusive de la réalité, et non pas une image « photographique » détaillée. De fait, ses peintures sont souvent empreintes d'une atmosphère quelque peu irréelle ou magique. Et l'agitation des Vénitiens, la multitude des petits métiers rend vivants tous ces espaces urbains, évoqués d'un pinceau rapide avec les jeux du ciel et de la lagune. Il a réalisé aussi de vrais documents qui semblent pris sur le vif : l'incendie de l'entrepôt d'huile à San Marcuola a fait l'objet de plusieurs peintures. Celle de l'Académie, s'appuie sur des études dessinées, probablement au moment même, et participe de cet attrait pour le contact « physique » avec le fait réel qui caractérise une tendance « documentaire » de la peinture.

## Principaux représentants de l'école vénitienne

### XVesiècle

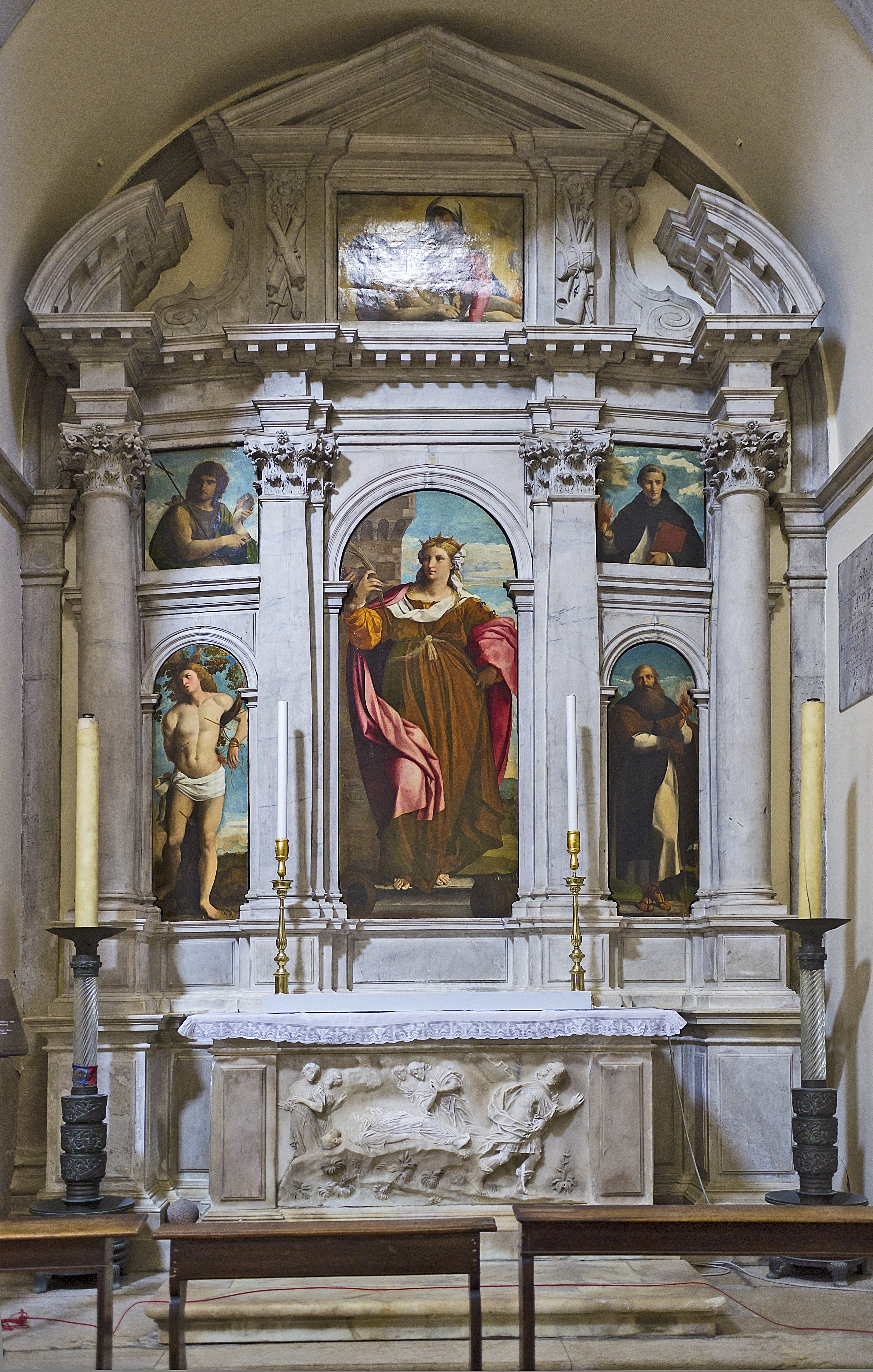
Palma le Vieux, 1524-1525. Polyptyque de sainte Barbara. Église Santa Maria Formosa, Venise

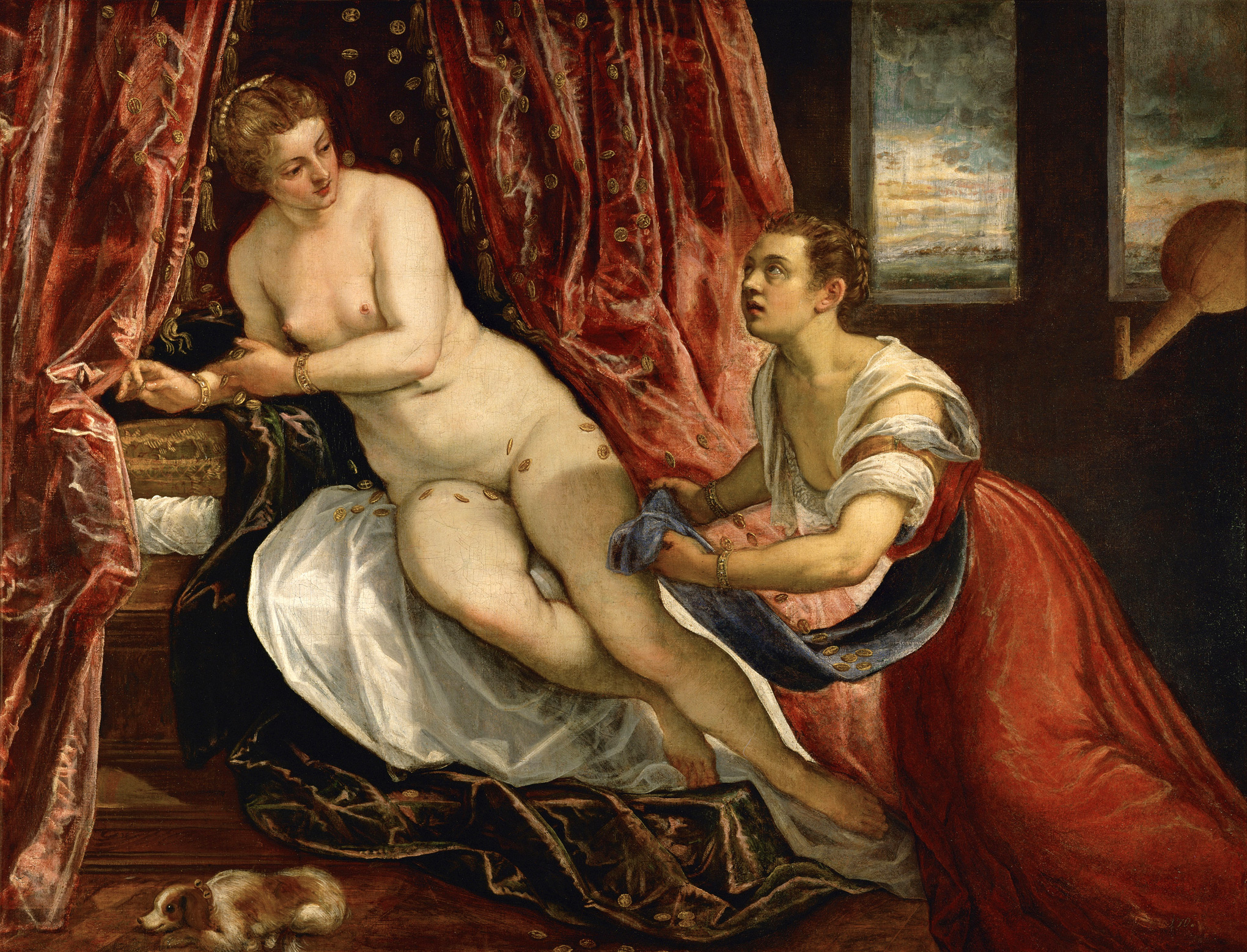
Le Tintoret, v. 1570, Danaé,. Musée des beaux-arts de Lyon

- Cristoforo Cortese (actif vers 1399-1445)
- La famille Bellini : Jacopo Bellini (Venise 1400 – Venise 1470)
- La famille des Vivarini : Bartolomeo Vivarini (Venise ca. 1432 – Italie ca.1495)
- La famille Bellini : Giovanni Bellini (Venise ~1425-1433 – Venise 1516)
- La famille des Vivarini : Le beau-frère : Giovanni d'Alemagna (Allemagne ? 1411 – Padoue, république de Venise 1450)
- La famille des Vivarini : Antonio Vivarini (Murano 1415 – Venise 1480)
- La famille Bellini : Gentile Bellini (Venise ~1428 –  Venise ~1507)
- Andrea Mantegna (Vivence, république de Venise 1431 – Mantoue, république de Venise 1506)
- La famille des Vivarini : Alvise Vivarini (Venise ca.1445 – Venise entre 1503 et 1505)
- Lazzaro Bastiani (Venise 1449 – Venise 1512)
- Cima da Conegliano (Conegliano, république de Venise 1459 – Conegliano, république de Venise 1517)
- Vittore Carpaccio (Venise ~1460 – Venise  ~1526)

### XVIesiècle
- Giorgione (Castelfranco Veneto 1477 – Venise 1510)
- Lorenzo Lotto (Venise 1480 – Lorette, Marches 1546) act. Vénétie, Bergame et les Marches
- Giovanni Gerolamo Savoldo (Lombardie 1480  – Venise 1548) act. Venise
- La famille des Palma : Palma l'Ancien (Serina, Bergame, Lombardie 1480 – Venise 1528)
- Giovanni Cariani (San Giovanni Bianco, Lombardie 1480-85 – Venise 1547)
- Sebastiano del Piombo (Venise 1485 – Rome 1547) act. Venise et ap. 1511 Rome
- Titien (Pieve di Cadore (province de Belluno, Vénétie) 1490 – Venise 1576)
- Pâris Bordone (Trévise 1500 – Venise 1571) act. Venise, Fontainebleau, Milan
- Andrea Schiavone (Zadar, Dalmatie 1500-1510 – Venise 1563) act. Venise
- Battista del Moro (Vérone 1512-14 – Venise v. 1573)
- La famille des Bassano : le père Jacopo Bassano (Bassano del Grappa, Vénétie 1515 – Bassano del Grappa 1592)
- Le Tintoret (Venise 1518 – Venise 1594)
- Paul Véronèse (Vérone 1528 – Venise 1588)
- La famille des Palma : Palma le Jeune (Venise 1548/1550 – Venise 1628)
- La famille des Bassano : Leandro Bassano (Bassano del Grappa 1557 – Venise 1622)
- La famille des Bassano : Francesco Bassano le Jeune (Bassano del Grappa 1559 – Venise 1592)
- La famille des Bassano :  Gerolamo Bassano (Bassano del Grappa 1566 – Venise 1621)
- La famille des Bassano : Giovanni Battista Bassano ou Giovanni Battista da Ponte (Bassano del Grappa 1553 – ? 1613)

### XVIIesiècle
- Marcantonio Bassetti (Vérone 1588 – Vérone 1630), act. Venise, Vérone, Rome
- Domenico Fetti (Rome 1589- Venise 1624)
- Johann Liss (Allemagne 1595- Venise 1630)
- Bernardo Strozzi (Gênes 1581- Venise 1644)
- Sebastiano Ricci (1659 Belluno, Vénétie - 1734 Venise)

### XVIIIesiècle

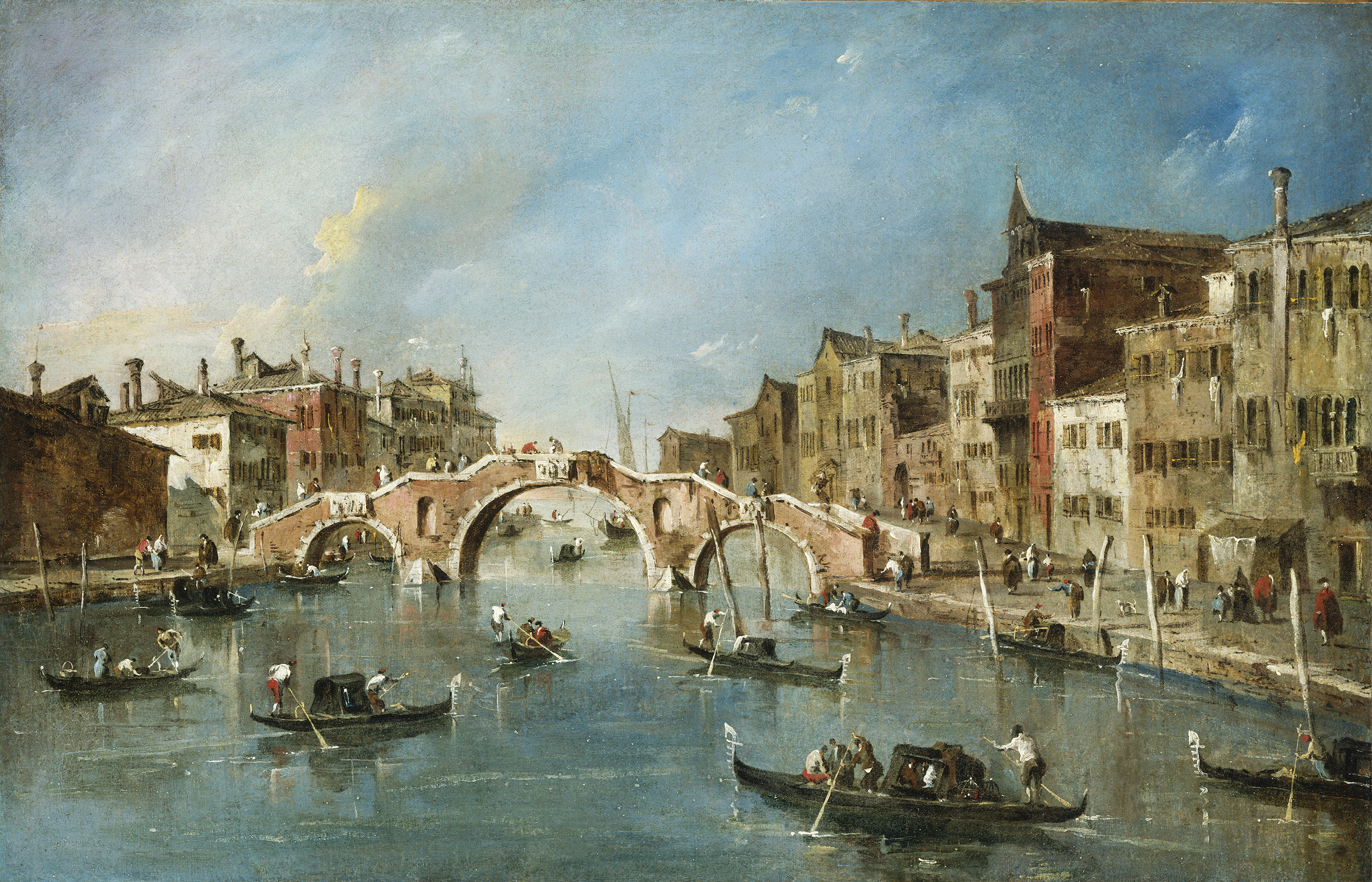
Francesco Guardi, v.1780. Vue sur le pont aux trois arches à Cannaregio. National Gallery of Art, Washington

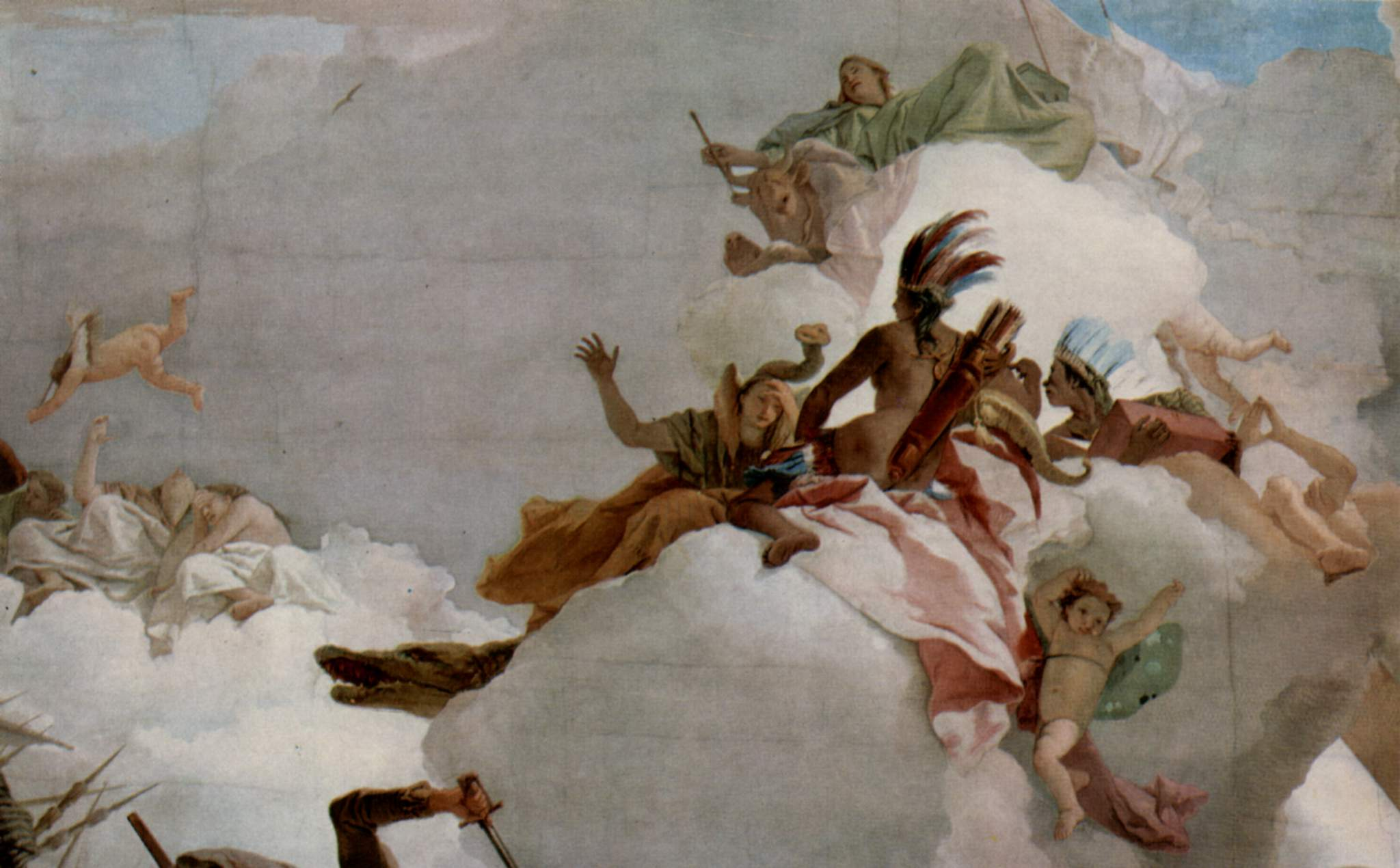
Giambattista Tiepolo, 1761-1762. Apothéose de la famille Pisani, détail. Musée des beaux-arts de Rouen.

- Rosalba Carriera (Chioggia 1675 –  Venise 1757)
- Giambattista Pittoni (Venise 1687 – Venise 1767)
- Giovanni Battista Piazzetta (Venise 1683 – Venise 1754)
- Giambattista Tiepolo (Venise 1696 – Madrid 1770)
- Canaletto (Venise 1697 –  Venise 1768)
- Pietro Longhi (Venise 1701 –  Venise 1785)
- Francesco Zugno (Venise 1709 – Venise 1787)
- Michele Marieschi (Venise 1710 –  Venise 1743)
- Andrea Urbani (Venise, 1711 –  Padoue, 1798)
- Francesco Guardi (Venise 1712 –  Venise 1793)
- Bernardo Bellotto (Venise 1722 –  Varsovie, 1780)
- Giandomenico Tiepolo (le fils de Giambattista) (Venise 1727 – Venise 1804)

## Quelques repères en histoire de l'art
Suivant les historiens de l'art, l'école vénitienne de peinture commence au Duecento (XIIIe siècle) ou au Trecento (XIVe siècle) par une période dite de Pré-Renaissance (Selon l'historien de l'art Jacob Burckhardt, cette Renaissance avant l'heure commence dès le XIe siècle en Toscane et se diffuse le siècle suivant jusqu'en Provence et en Italie médiane) et se poursuit pleinement par la Première Renaissance au Quattrocento.
Elle se transforme en Haute Renaissance au début du Cinquecento (entre 1500 et 1530), suivie du maniérisme ou Renaissance tardive qui va de 1520 (mort de Raphaël) pour se finir rapidement en 1580.
Le baroque, qui débute à la charnière des XVIe et XVIIe siècles, naît également en Italie, se poursuit ensuite en baroque tardif, nommé plus précisément période rococo (qui est suivi par le néo-classicisme).